# 超特急ヒカリアン
『超特急ヒカリアン』（ちょうとっきゅうヒカリアン）は、トミー（現・タカラトミー）から発売されたロボット玩具シリーズである。タイアップとして子供向けのOVAと雑誌連載、1997年から2000年にかけて放送されたテレビアニメシリーズと絵本作品がある。
正式名称は『超特急ヒカリアン JAPAN HIKARIAN RAILROAD』。発売以前の仮称は『正義の超特急 ヒカリアン JAPAN HIKARIAN RAILROAD』だった。
2001年にヒカリアンのアニメーション制作権を東宝が取得し、2002年にはテレビシリーズの続編に当たる新作アニメ『電光超特急ヒカリアン』が放送され、同時期に玩具も新規展開した。

## 概要
宇宙の彼方にあるブラッチャール星から暗黒エネルギーで構成されるブラッチャール星人であるブラックエクスプレス・ドジラス・ウッカリーが地球に降り立ち、まずは日本中を“真っ黒け”にする「ブラブラ大作戦」（OVAでは地球征服を目標に悪戯）を企む。実行に移そうとすると、ヒカリアン星から正義の光エネルギーで構成されるヒカリアン星人が追って来て、それぞれエネルギー源である電力が容易に採れる新幹線を基とする鉄道車両などの乗物と融合する。自動車・機関車など、エンジンや蒸気機関で電力を発電するキャラクターもいる。
線路を走る時以外は変形し、それぞれ地球で暮らしながら、ヒカリアンの最大の敵であるシルバーエクスプレスを討つべく戦って行く。ヒカリアンのサポートのために地球人側が設けたのが日本ヒカリアン鉄道（JHR）という鉄道会社で、普段はヒカリアンではない新幹線や電車に混ざりながら旅客輸送を行う仕事をこなしている。

## 玩具
新幹線などの鉄道車両をアクションチェンジでロボット（ヒカリアン/ブラッチャー）に変形する。1994年頃にトミーとアーミックデザインオフィス（現：有限会社アーミック）の共同開発によりプラレール企画室で商品企画化され、1995年から2000年にかけてトミーから新製品が発売された。この時期にトミーではヒカリアン事業室というセクションが新設・独立していた。レギュラー商品の価格は、多くが950円（税別）、ドジラスとウッカリーのみ炭水車が付くため1,200円（税別）と少々高価だった。
ヒカリアンの車両はプラレールのレールに載せることが可能で、プラレール（後のトミカ・プラレール）総合カタログに商品情報が掲載された点から、ゾイドなどのロボット系統よりはプラレール系統の製品群となっている。また、「ヒカリアンビッグワンダー」や「ヒカリアン変形ボックス1」などのレール付きの商品では、プラレールのレールと同じ凹凸のジョイントが付いており、プラレールのレールを繋げることができ、一部の玩具ではプラレールの車両を走行することが可能である。
テレビシリーズ開始以前のキャッチコピーは「超光変形！」。ブーブーカンカンの全国放送開始や関連商品が数多く発売され充実していた1998年度が最盛期であり、同時期にトミーによるトミカ・プラレールのオフィシャルファンクラブ発足に合わせて、「ヒカリアンファンクラブ」結成も計画されたが、実現には至らなかった。
1997年にはトミー関連会社のユージン（現：タカラトミーアーツ）や、ハシモトなどからもヒカリアンのマスコットなどが発売された。

## 登場人物
ヒカリアンとブラッチャーは玩具（JHR0XXレギュラーシリーズ）として製品化されている。
【 】内は対応する玩具の製品名。以下の配役のうち、「声 - 」内はテレビシリーズでの声優、（ ）内は特記のない限りOVA版でのそれを指す。

### JHR
のぞみ（ヒカリアンのぞみ）【JHR001】
声 - 嶋崎はるか（高山みなみ）
300系からチェンジする主人公のヒカリアン。元気で明るい性格の慌てん坊。余暇はリモコンバギー（RCバギー→ミニ四駆）を操って遊ぶ。必殺技は太陽の盾で太陽の光を増幅して放つ「スカイサンデー」。ただし、天気の悪い日や夜などの空に太陽が無いときは使えない。後にその弱点をカバーするために、新しい装備での新必殺技スターシールドから星形の紫色の光線を放つ「スターダストストリーム」やパーフェクトシールドから放つ「パーフェクトスカイサンデー」を併用するようになった。
テレビシリーズ第35話では出番が少なかったことに不満を抱き、「主役は僕だ」と言ってドジラスとウッカリーを追いかけ回す描写がある。
テレビシリーズ第105話（のぞみが地球へ帰ってきた時）以降は、自身が成長を遂げた事により従来のエネルギーではヒカリアンチェンジが出来なくなり、よりエネルギーが供給される走行時に時速275kmに達しないと変形が出来なくなった。武器はハンドソード・スカイソード・太陽の盾・スターシールド・パーフェクトシールド。続編の『電光超特急ヒカリアン』では、ヒカリアンの隊長になる。
新橋テツユキ（しんばし-）
声 - 巻口久美子（くまいもとこ）
もう一人の主人公であり、人間側の主人公。学年は、設定画では4年生になっているが、作中では教室や教科書、答案用紙などに小学5年生ととれるシーンもある。大阪の祖母の家に遊びに行った帰りに乗った新幹線がのぞみで、それがブラッチャーに襲われてヒカリアンとなったのがきっかけで知り合い大親友となる。ミナヨよりハッキリした性格ながら、美人なお姉さんを見るとデレデレする。野菜嫌いで毛虫が苦手な様子。
ブラッチャーロボ2号をJHRが奪って改造したテツユキロボに乗り込んで操縦し、ヒカリアンをサポートしたお手柄でJHR少年隊員に任命された。
第63話ではナレーションで、マリモの解説をしている最中に、出番が少ないことに不満を抱き、「ちっとも出番が無いじゃないか僕」と言って顔を出す描写がある。
第92話でJHR中央新幹線の建設現場で将来JHRの運転士になることを決意すると、のぞみの運転席に座って運転するようになる。それまでは客席に座ってヒカリアン自身が運転していた。107話でのぞみとの友情や信頼が深まり特別隊員に格上げされ、ヒカリアンモバイルというヒカリアンとのテレビ電話が可能なPDA端末（現代のスマートフォンに近い）を渡される。着メロは「ぼくらのヒカリアン」。JHRでの重要性からシルバーエクスプレスに狙われるようになり、最終回間近でシルバーに脅されてのぞみと自ら絶交してしまうが、ヒカリアンたちと和解し大団円を迎えた。
『電光超特急ヒカリアン』でも終盤に登場。成長して性格が変わっている。
神田ミナヨ（かんだ-）
声 - 嶋崎はるか（本間ゆかり）
ヒロイン。テツユキの同級生かつガールフレンド。ただしクラスは異なるようで、テツユキが遅刻したことを教室内ではなく廊下に立たされているのを見て知るシーンがある。東京駅構内にあるカレー店「ヒーヒーカレー」の看板娘でもある。テツユキが未知アンナやゲストキャラのお姉さんにデレデレしているのを見ると嫉妬する。初期はレギュラーだったが、＜捜せ 仲間たち!＞編から2から3話に1回程度と登場回数が減少し、123話から134話にかけてはほとんど登場しなかった。当初は少しおとぼけな性格だったが、一日駅長をした第42話で脚色によってワガママで、わずかにサディストのようにも見える破茶滅茶な性格となり、ヒカリアンとブラッチャーたちを振り回した。第3シリーズでこの性格が常態化したことから、第1シリーズと第3シリーズとを見比べてみるとほとんど別人である。従姉にマリナがいる。『電光超特急ヒカリアン』へキャラは引き継がれている。
米国版ではミーナ（Mina）というニックネームで呼ばれている。
つばさ【JHR002】
声 - 藤原あかり → 寺田はるひ（石田彰）
400系からヒカリアンチェンジし、のぞみに次いでヒカリアンとなった。のぞみとは同期で仲の良い友達であり、一緒にいることがテツユキに次いで多い。のぞみとは反対に、お調子者としての側面が多い。お化けが苦手で、自分の担当地区の線路に蒸気機関車の幽霊（正体はブラッチャーの立体映像）が出たときは行くのを拒否した。ケーくんの兄貴分として面倒を見ることになる。武器は、スラッシャーウイングと風のたて。テレビシリーズ第108話ではのぞみとの合体技でブラッチャーを撃退した（相手に火の鳥を飛ばす技だが、名前は不明）。
ひかり（ひかり隊長）【JHR003】
声 - 成田剣（不明）
100系からヒカリアンチェンジしたJHR隊長。普段は頼れる隊長だが、怒りっぽくて結構細かいところもある。責任感が強くなんでも一人で背負い込むため過労で倒れたことも。また、ユーロやひたち四兄弟を相手にキレたことがある。泳げない。武器はソニッククラッカーと光の盾。必殺技はフラッシュリング。ブラッチャーのメカで小さくされたり、更には銀メッキされて仮死状態になるなど、ヒカリアンの中では一番悲惨な目にあっている。OVAでも隊長として登場するがテレビシリーズ程の活躍は見せてはおらず、つばさ・ウィンダッシュ・マックス・ポリスウィン・E2ジェットと共に「危ない!」、「卑怯だぞ!」というセリフだけだった。
ウィンダッシュ【JHR004】
声 - 巻口久美子（不明）
「ヒカリアンステーション」のオペレーターであり、300X博士直属の助手。限定的ながら予知能力を持っている。性格は真面目で素直、おおらかだが、おっちょこちょいな所もある。また、予期せぬ事柄に慌てふためくことも。第118話にて、彼の超能力を研究するために九州支部に招かれたことがあるが、博多に向かう彼にミナヨが同乗していたため、さんざん彼女に寄り道をさせられた挙げ句、300Xに叱責を受けてしまった。ただし、寄り道のおかげで事故に遭いそうになった子供を救うことはできた。武器は半月刀と未来の盾だが、戦闘要員ではないため、作中では未使用。登場人物の中では一番まともな常識人。残像が残るほどのスピードでコンソールのキーボードを操作するシーンがあるほど、コンピュータ操作に卓越している。
登場する時は大体デスクワークのシーンが多いが、ウエスト・つばさらの言わば年少組とテツユキとでかくれんぼに興じたこともある。
マックス【JHR005】
声 - 鈴木勝美（不明）
力自慢のヒカリアンで、豪快な性格をしている。E4と同じ地区を担当しているため、一緒にいることが多い。武器はパワーハンマーと大地の盾。E4ほどではないが口数は少ない。続編では彼と同型の別のヒカリアンは登場しているものの、彼自身は登場しないため、消息は謎に包まれている。
建設マックス
マックスが掘削作業用のドリル・キャタピラなどの装備を装着した姿。この装備を身につけている時は、本人のカラーリングは水色からオレンジに変わっている。地下にトンネルを掘るのが仕事だが、マックス本人が極度の方向音痴なせいでまっすぐな穴を掘ることが出来ず、線路が敷けないほどグニャグニャに曲がった穴を掘って、現場監督であるドクターイエローや300X博士を困らせていた。
ポリスウィン【JHR006】
声 - 成田剣（不明）
ヒカリアン特車隊の一人で鉄道警察隊所属。パトカー風デザインのWIN350からヒカリアンチェンジする。口癖は「タイホー」。困っている人を見ると放っておけないお人好しな性格で、そのため犯人に逃げられてばかりいる。犯人連続取り逃がし記録は劇中では少なくとも70回を超えている。セブンの特訓のおかげで大活躍したこともあった。彼ら特車隊はそれぞれが特殊仕様のトレーラーを所持しており、ポリスウィンの場合は巨大なアームが付いた「ポリストレーラー」。『てれびくん』の記事によれば、ウィンダッシュやテレビシリーズに未登場のレスキューウィンとは兄弟の関係にあるらしいが、劇中では特にそういった描写はされていない。武器はパトリボルバー、ポリスシールド。
E2ジェット【JHR008】
声 - 原沢勝広 → 千葉進歩 → 加瀬田進（中村大樹）
「スピードが命」なヒカリアン。自分より早い存在をみつけると営業運転中にもかかわらずスピード勝負を挑むため、300X博士に何度かカミナリを落とされたあげく謹慎処分をくらったことがある。ただしこの性格も、その後、治った模様。ヒカリアンの姿では音速を超えて飛行することも可能。武器はジェットガン。必殺技はジェットガンアタック。続編の『電光超特急ヒカリアン』でも同名のキャラクターが登場するが、彼とは別人である。
300X博士【JHR009】
声 - 鈴木勝美（石井康嗣）
ヒカリアンたちの司令官で、みんなからは「博士」とよばれている。穏やかな性格だが毅然とした強い意志を持つ。ヒカリアンステーションも含めたヒカリアンたちの装備は全て彼が作ったもの。助手であるウィンダッシュには甘い所もあり、第143話でパーティーに行けず気落ちしている彼のために、会場までステーションで行こうとしたこともある。これはブラックの罠だったが、会場には駐車場が無かったため未遂に終わっている。武器はマグネットシールドだが、作中では未使用。ひかり隊長ほどではないが、基本的に怒ることが多い。
ファイヤーネックス【JHR010】
声 - 鈴木勝美（塩屋翼）
ヒカリアン特車隊の一人で鉄道消防隊所属。べらんめぇ口調で話し、性格もちゃきちゃきの江戸っ子。ときどきミナヨのことが好きそうな描写を見せることがある。特殊車両は消防トレーラー。武器は化学消火アーム。また、OVAや続編の『電光超特急ヒカリアン』でも、江戸っ子として登場する。
スナイパーソニック【JHR011】
声 - 横田栄治（中原茂）
ヒカリアン特車隊・鉄道警備隊所属であり、特車隊のリーダーでもある。沈着冷静な性格で「スナイパー（狙撃手）」の名の通り、正確無比な射撃が得意。ソニックレディーをはじめとする地球の女性をよくナンパするも、たいてい失敗に終わる。特殊車両は長距離砲撃ができる大きな砲を搭載しているスナイパートレーラー。カラーリングはライトグリーン。武器はスナイパーキャノン。
ウエストのぞみ【JHR012】
声 - 北原冬子
500系からヒカリアンチェンジした赤ん坊。その力は時空をも超える。時空を越える力は大泣きすると発揮されるため、ウエストが泣きそうになるとヒカリアン、ブラッチャー問わずみんな逃げ出す。第1シーズンの14話で初登場。走行中に居眠りをしたり、きびだんごが好物であるという幼い一面を持っている。ブラッチャーの罠にハマったとき、ポケベルの音によって初めて大泣きしたのであまりの鳴き声でテツユキやミナヨ、ヒカリアン、ブラッチャーは思わず耳を塞いでしまい、時空の歪みに巻き込まれる。恐竜時代に飛ばされた後、もう一度泣かせたことでテツユキやのぞみたちは元に世界に戻ったが、恐竜達も現代に来てしまう。第3シーズンから少し成長してしゃべれるようになった。病に冒されたのぞみを助けるために薬を持って台風の中、一人大阪から東京間を走り抜いた頑張り屋さん。武器は、ウイングセンサー。必殺技は「タイムスラッシュ」（第127話）。なお、続編の電光超特急ヒカリアンでは、ヒカリアン側の主人公となる。
ラピート【JHR013】
声 - 鈴木勝美
ヒカリアンの忍者。一人でいることを好み、普段はクール。気絶するほど納豆が嫌い。ひょんなことからドジラスとウッカリーを弟子にしたことがある。武器は、忍者の刀・大風車手裏剣。ポプラ社から発売された絵本ではコテコテの関西弁で話していた。さらに一部では、第3シーズンのある話からロリコン疑惑が生まれている。一見ストイックだが、実は目立ちたがりの一面を持ち（第41話）、この部分は『電光超特急ヒカリアン』でも受け継がれている。技は忍者ならではの「分身の術」と初登場回では火炎攻撃を跳ね返す「火炎返しの術」と様々な物を瞬時に取り替える「取り替えの術」も使用した。必殺技は忍者剣で相手を一瞬で倒す「忍者剣 関空斬り（にんじゃけん かんくうぎり）」と第74話では分身した状態で竜巻を発生させる「分身トルネード」も使用した。
E3レーサー【JHR014】
声 - 成田剣
E2のライバルで、元暴走族。ひょうきんな性格。E2が空でのスピードに秀でているのに対して、足にタイヤがついており陸上でのスピードに優れる。E2とはよく「きりたんぽ」をかけて勝負している。武器はきりたんぽだが、設定画では「きりたんぽ型の手榴弾」と明確に書かれている。武器は玩具には付属されていない。E2ジェット同様、続編の『電光超特急ヒカリアン』に同名キャラが登場しているが、彼とは別人である。
やまびこ【変形ボックス2】【JHR015】
声 - 紅井ユキヒデ
ひかり隊長とは同期で、東北地方のヒカリアンたちのまとめ役。のんびり屋でなにがあってもどっしりと構えている。つばさが尊敬するヒカリアンでひかり隊長ものぞみに「やまびこのようになれ」と言っていた。弟分（当時の公式ウェブサイトでは実際に“弟”）のケーくんを可愛がっている。
玩具は当初、JHR踏切とのセットで変形ボックス2として発売された後、ドジラスと入れ替わりでレギュラー商品になった。
テレビシリーズ第101話では、100系顔の200系(実車ではH編成と呼ばれていた)が、車両のみであるがエキストラで登場していた。
Dr.イエロー【JHR017】
声 - 横田栄治
ヒカリアンたちの使うメカの整備から、線路の整備まで一手に担うヒカリアンの第一級技術者。皆からは「ドクター」と呼ばれている。ヒカリアンステーションのオペレーターの一人で、ヒカリアントレーラーやビッグワンダーの操縦士も兼ねているため、ヒカリアンステーション外での活動は他の2人より多い。その一方、失敗作を作ることもしばしばあり、実はテツユキロボもその一つである。戦闘は苦手で、ブラックエクスプレスにやられそうになったこともあった。線路の整備に使うために開発した巨大装甲車ビッグワンダーに乗ってからは、前線でも活躍するようになった。
E4【JHR019】
声 - 鶴岡聡
マックスの幼馴染で親友。マックス曰く「無口な奴」で、劇中数回しかしゃべらなかった。そのため普段は物事をジェスチャーで伝える。その中には「夜」と「三」で「許さん」など、かなり強引なものもある。続編の『電光超特急ヒカリアン』に登場するE4パワーと同一人物か別人かについては不明。武器はパワーバット。必殺技はダブルデッカー。
こだじい【JHR020】
声 - 鈴木勝美
0系からチェンジしたヒカリアンの長老。いつも寝ている。幼少期のウエストがテツユキ達の前で泣きわめいた時に、10年ぶりに目を覚ました。しかし起きると超能力でお告げをするが、また寝てしまう。初期と後期ではバイザーの開き方が異なり、初期は正面の2枚窓が半回転してそこから目が出ていたが、後期は玩具版や他のヒカリアンと同様。第71話のやまびこの回想シーンでは全盛期のこだま（後のこだじい）の姿が登場しており、現在の彼の姿からは想像もつかないほど勇敢である。「こだじい流 アゲハの蝶（こだじいりゅう アゲハのちょう）」という奥義を持っているが、ブラッチャーには全く通用しなかった（と言うより、繰り出そうとした途端にギックリ腰で自滅したため、使うことが出来なかった）。
スター21【JHR021】
声 - 鈴木勝美 → 松尾貴司
新幹線の試験車両で、いつかお客を乗せて走るのが夢。試験走行でトラブルを起こした過去があり、しばらくの間実験室内で走行していたが、それが嫌になり自ら実験室を抜け出し、通勤電車を追い抜いて勝負に勝ったと言って「赤い超特急」の騒ぎを起こしていたが、のぞみとE2とE3に止められ、再びE2とE3と勝負をし、その勝負に勝ち、Dr.イエローの改心によってまた外を走れるようになった。Dr.イエローと同じくらいの腕を持つ技術者でもある。しかしDr.イエローと違い失敗作はない。「スター21に不可能はない!」が口グセで、のぞみの武器を改造したこともある。新幹線としてのスピードは一番早い。新幹線の状態で限界速度に達する時は、車体全体が赤い光に包まれる(通称:「赤熱モード」)。武器はスピードシールド。必殺技はスピードアタック。初登場時と79話以降の登場ではデザインが若干異なる。なお、初登場時はヒカリアンチェンジはしなかった。一人称は「俺」だが、第79話では「僕」と言っていた。あずさには好意を寄せられている模様。
ロマンスカー【JHR022】
声 - 加瀬田進
のぞみとテツユキが芦ノ湖に現れる幽霊を調査していた時に、同じく幽霊の正体を確かめに来ていたヒカリアン。あさぎりとは恋愛関係にある。武器は踏切ライフル。
セブン-【JHR023】
声 - 一条和矢
第119話から登場（700系としては第98話から）。700系からチェンジ。爽やか系の青年で非常に強いが、それを自慢せずに皆をさりげなくサポートし、病に冒されたのぞみを助けるため薬をJHR基地へ運び台風の中、一人走り抜くウエストを応援した。また、のぞみたち他のヒカリアンがさんざん苦戦していたスカイシャーダンもあっさり倒した。ひかり隊長とコンビを組んでいることが多い。ポリスウィンに頼み込まれて彼に特訓を課したことがある。武器はワームホールブラスターだが、作中では未使用。必殺技はセブンスライサー。
ケーくん【JHR024】
声 - 松浦有希子
ヒカリアン最年少で、親戚のやまびこからつばさに面倒を見るように頼まれる。幼いが、少し喋ることができ、「ケーくん」を付けて喋ることが多い。作中ではやまびこ同様つばさと連結して走行するシーンが見られた。
救急あずさ
声 - 北原冬子
Dr.イエローの補佐を務めるヒカリアンの看護師。JHR基地唯一のウーマンヒカリアン。普段は優しいお姉さんだが、かなりの力持ちで怒らせると怖い。マックスのパワーハンマーで地震を起こしたり、ミナヨの乗ったテツユキロボを抱えて高速で飛ぶなど、随所で怪力を見せる。頭にあるリボンのような飾りはプロペラにもなる。これをフルパワーで回して「あずさサイクロン」なる必殺技を使ったこともある。ミナヨと喧嘩した際は、全く無関係のはずの仲間のリペア業務を放棄したこともある。テツユキが食べ過ぎで倒れた際に診察しようとしたが、それまで人間を診たことがなく、「継ぎ目もネジも無い」と困惑していた。テレビシリーズ第115話ではスター21に好意を寄せていた。ヒカリアンたちから「あずさちゃん」、ミナヨからは「あずささん」と呼ばれている。ボディの電光掲示板には普段は花が映されており、怒ると「!」マークや「爆弾」マーク、恋すると「ハート」マークになるなど、そこから感情を読み取ることが出来る。上記の通りスター21には好意を寄せている模様。
未知アンナ（みち-）
声 - 寺田はるひ
＜捜せ 仲間たち!＞編で登場する、プロポーションが良い人間の女性の姿をしたヒカリアン星人。ヒカリアン星がエイリアンに襲われて非常事態になっていると告げに地球に来て、パワーブロックの在処をあちこち推測し、のぞみたちにパワーブロックを集めるよう言うなりして指揮をとる。過剰な使命感からということもあるが、基本的に傲慢で口が達者。背格好からして色気があり、テツユキがデレデレするとミナヨと取り合い喧嘩になることもしばしば。
実はヒカリアン星がエイリアンに襲われて非常事態になっているという話は普段世話をしていたヒカリアン星女王から聞いただけであり、女王から早く地球へ行くように指図され、エイリアンの姿は一度も見ていなかった。第87話でヒカリアン星が無事平和になったことで、のぞみたちが地球へ帰還した中、アンナだけはヒカリアン星に残ることとなり、登場しなくなった。
列車と同化していないため、電源プラグが附いている尻尾をコンセントやバッテリーに接続しての電力補給が必要で、それが無いとすぐにお腹が空いてしまう。疲れたり逃げる時はそそくさとテレポーテーションしてしまう。
ユーロスター
声 - 原沢勝広→加瀬田進
ブルーユーロの以前の姿。詳細は後記のブルーユーロを参照。
ブルーユーロ【超光限定セット2】
声 - 加瀬田進
フランスの超特急。俳優をやっている。マイペースなため規則違反ばかりしており、規則を重視するひかり隊長とは犬猿の仲。あずさのことが好きで食事に誘ったこともある。ヒカリアンたちが母星に戻るのに必要な「パワーブロック」に関わる一連の事件で重傷を負い、ドクターの手で「ブルーユーロ」として生まれ変わった。その後はビッグワンダーの護衛隊長を務めるが、性格などは元のユーロスターと同じであることで、ひかり隊長との仲は相変わらず。男性相手には、誰であろうとツンとしているが、あずさに対してはデレデレしている。一応本人もある意味ツンデレらしいところを見せていた。ゴキブリが嫌いで、それを理由にダイヤ無視宣言し、ひかり隊長に叱られたことも。ブルーユーロになる前の必殺技はドーバークロス。なお、当初は彼（ノーマルのユーロスター）が【JHR018】として発売される予定だった。
ひたち四兄弟【変形ボックス1 / フレッシュひたち3兄弟セット】
E653系のヒカリアンで四人兄弟となっている。年長順に、ひたちレッド（声：藤田圭宣 → 川中子雅人）、ひたちブルー（声：村井厚之）、ひたちイエロー（声：池田克成）、ひたちグリーン（声：成田剣 → 寺田はるひ）となる。戦闘も喧嘩もブラッチャーへの悪口も息ピッタリ。フレッシュひたちは彼ら4人のチーム名。背中にナンバーが描かれているが、第60話の初登場時は実際の年齢とバラバラだった。また、性格・年齢も後の設定と異なっている。初登場時は全員ほぼ同様の体格で、性格などの差異もあまり明確ではなかった。対して第93話で再登場した時は背丈が各自異なり、最も小さいグリーンはレッドの半分程度で性格も幼さが強調されている。基本的に4人揃っての登場が多いが、第129話でグリーンのみがウエストたちのかくれんぼに混ざって単独で登場したこともある。全員洗車を好む。
個人武器はレッドのみトイと同じジェットスコップだが、ブルーは「ジェット砂かき」、イエローは「踏切アーム」、グリーンが「ジェットドリル」となっている。スタッフ用の設定画によれば、年齢はレッドが12歳、ブルーが10歳、イエローが8歳、グリーンが5歳とのこと。また、ブラッチャーがフレッシュひたちに変装して彼等の兄を名乗ったこともあった。
玩具ではひたちレッドがJHR洗車機とのセットで変形ボックス1として、他の3体がフレッシュひたち3兄弟セットとして発売された。

### ブラッチャー
玩具の「ブラッチャー」はBTRシリーズの商品（キャラクター）群を指すが、テレビシリーズにおいてJHR側が呼称している「ブラッチャー」はブラックエクスプレス・ドジラス・ウッカリーの3役と配下のロボットのみを指し、シルバーエクスプレスは別に呼称して含まない場面が多い。下記コジラス以下はアニメオリジナルキャラクターで玩具にはなっていない。
ブラックエクスプレス【BTR（JHR）007】
声 - 横田栄治（千葉繁）
戦闘能力そのものは高いが、ひたすらドジでマヌケなブラッチャーのリーダー。ドジラスとウッカリーからは「おやぶん」と呼ばれている。時々すごい作戦を立てることもあるが、作戦名が長くなる傾向があり、300X博士がそのあまりの長さに戦慄したほど。悪役だがお人好しな一面がある他、部下とは強い絆で結ばれており、終盤でシルバーに見捨てられかけた際には、『母星に帰る』ためではなく『部下たちとともにいたい』という思いからヒカリアンたちに最後の決戦を挑んだ。武器は暗黒鉄球。初期の頃は凶暴性と戦闘能力が大幅に増す『怒りの凶暴モード』という設定があったが、後のエピソードでは無かったことになっている。なお、この状態では各部のパーツがシャープになり、目も瞳が無く、拳からトゲが生えるなど、玩具版に近いデザインになる。OVAの「ヒカリアンワールド」では「邪悪なエネルギーと合体してしまった謎の超特急」と書いてあるが、元々は新幹線の300系であり、暗黒エネルギーと合体した後、『超特急』や『電光超特急』でおなじみの姿となった。
ドジラス【ブラッチャー機関車セット】【BTR（JHR）015】
声 - 藤原あかり → 寺田はるひ（関智一）
蒸気機関車D51からチェンジしたブラックの部下。初期と中盤以降では性格が違う。一人称も「オレ」から「オイラ」となる。その後53話で声が変わった際は、ウッカリーに声が変だと言われていた。ウッカリーよりは一応先輩らしい。制作側による年齢設定は10歳くらい。間抜けな所がある一方、44話でヒカリアンステーションに進入するとき「お邪魔します」と言うなど礼儀正しい。なお、一度だけウッカリー共々ブラッチャーモードのサイズのまま機関車形態になり、空を飛んだことがある（141話）。
玩具は当初、スモークジョーとウッカリー、OVA2巻と合わせてブラッチャー機関車セットとして発売の後、単品でレギュラー商品となった。レギュラー商品の中では唯一、アニメシリーズ展開中に絶版となっている。
ウッカリー【ブラッチャー機関車セット】【BTR（JHR）016】
声 - 北原冬子（小野坂昌也）
蒸気機関車C55形（流線型）からチェンジしたブラックの部下。のんびり屋で、台詞は間延びしていることが多い。実は三人組の中では技術者的役割を持っており、スモークジョーのナビゲーションロボ『ナビ助』と仲が良い。制作側による年齢設定は8歳くらい。
玩具はドジラスと同様、当初はブラッチャー機関車セットとして発売され、後にレギュラー商品となった。
シルバーエクスプレス【BTR（JHR）018】
声 - 鈴木勝美（真殿光昭）
ブラッチャーの黒幕で、基本的に宇宙上の基地からブラックとコンタクトを取る。ホログラムで登場する描写も多数見られ、ドジラスとウッカリーを154話で誘拐した際、彼らもその姿になった。ブラックとは対照的に冷酷な性格をした抜け目のない策士だが、口調が少々オカマっぽい時がある。また、ごく希に滑稽なしぐさを見せることもあった。裏設定では、かつてはひかり隊長と親友同士で、ある事件をきっかけに決別、放浪の末、ブラッチャール星にたどり着いたという過去を持つ。テツユキをヒカリアンの強さの源として狙っており、155話ではテツユキに対し「地球を爆破する」と脅し、のぞみと絶交させるが、最終回の156話でテツユキがのぞみとの友情を選んだことで地球を爆破させようとするが未遂に終わり、「地球人から友情と信頼の力が消えた時、私は必ず帰ってくる！」と言う台詞で幕を閉じた。武器は、シルバー鉄球・バルカンヘッド（後者は作中未使用）。なお、あくまでブラックたちの上司ではあるが、彼が『ブラッチャー』という組織のトップという訳ではなく、スタッフ用の組織図には彼の上に『ブラッチャール大王』という存在がいるとされている。また、彼と同格の位置には『UFO』とも書かれている。
タロウ
声 - 横田栄治
交通公園に展示されていたC12形蒸気機関車。厳密にはブラッチャーであるかどうかは不明（劇中ではブラッチャーともヒカリアンとも言及されていない）。もう一度線路を走りたいという強い思いから、交通公園から脱走した。タロウの思いに同情したドジラス、ウッカリーに自分の修理を手伝ってもらった。ヒカリアンや他のブラッチャーと異なり、バイザーが展開するのではなく、目の部分が右、左、上の3方向に展開する。
コジラス
声 - 池田克成
C56形のボディを持つドジラスの弟で、仲間のシッカリー・ガッカリー・チャッカリーたちとともに宇宙海賊「ブラックシャーク」を結成している。彼らブラッチャーは、母星では黒煙に目がついたような姿をしているが、回想シーンではすでに地球型のボディだった。
当初は不甲斐ない兄たちに代わり、兄たちを殺して自分たちが地球を暗黒化しようとした。だが、ブラックたちに対して一方的に攻撃を仕掛けるものの、ことごとく自滅し、騒動の中彼らに助けられたことから任務成功を託して帰って行った。その後、秘密兵器を運んで来るも、紆余曲折の末のぞみに破壊される。兄より声が老けている。一人称は兄同様「オイラ」。
シッカリー
声 - 小泉理奈
232U型のボディを持つ、ウッカリーの従兄弟。自称しっかり者。当時の玩具カタログやムックでは、100体ヒカリアンの一人としてアナウンスされている。
チャッカリー
声 - 山口克子
B20形のボディを持つウッカリーの従妹で、メンバー唯一の女の子。名前の通りちゃっかり者で、ブラックたちに電気あんま機を売りつけた。
ガッカリー
声 - 浅子めぐみ
C53形（流線型）のボディを持つ、ウッカリーの従兄弟。名前の通り、いつもがっかりしている。
ナビ助（-すけ）
スモークジョーのナビゲーションロボット。下半身が一輪車になった小型ロボットで、人語は発せず電子音で他者との意思疎通を行っている。ブラッチャー版踏切ジェッターとも言える存在である。ウッカリーと仲が良かったが、ブラックのせいでスモークジョーごと暴走してしまう。第149話での描写を見る限り、スモークジョーとは共生の関係にあるようである。テレビシリーズには3シリーズ目で2回しか登場していない。
シャーダン
第3部にてブラックたちが造ったロボット。踏切の遮断機に変形することもできる。後にシルバーエクスプレスが量産型や巨大型を投入した。『電光』のブラッチャールドールの試作品とも言える存在。人語は発せず「シャーダン!」としか話さないが、ある程度の自我は有しているようである。
シャーダン三世
外見はシャーダンと同じ。その後も頭に鮫の背びれを付けたシャーダン三世が登場している。量産型を除きヒカリアンたちによってシャーダンが破壊された描写は無いため、上記のシャーダンと同一固体のようである。
スカイシャーダン
シャーダンの最終形で、飛行能力を付加している。ビッグワンダーの弱点である上空からの攻撃を実現すべく、彼を飛ばすためにブラッチャー内にて様々な実験が行われた。初登場時は両腕に紙製の翼を装着して滑空していたが、後の登場では背中にロケットブースターと金属製の翼を装着し、雨に濡れると翼が破れるという弱点を克服している。

### ブラッチャーロボ
ブラッチャーが第一部の中盤から使い始めたロボット。全部で11号まである。基本的にコクピットは一部を除き三人乗り。劇中に登場するコクピットは、設定画では「ブラッチャーボール（略してブラボー）」と呼ばれる。
ブラッチャーロボ1号・ビッグデルタ
カラーリングは黒基調。つばさが単身で挑むが、スラッシャーウィングを粉砕され、人質にされてしまった。ポリストレーラーのタイホアームにつばさを捕まえていた腕をもぎ取られ、そこに消防トレーラーが放水、感電し敗北。必殺技は上部のアンテナから放つ「スペースサンダー」。その後、3回ほど使い回されており、再登場するたびに名前と技が若干変わっている。最初の改修ではピンクの塗装を施されたレッドデルタとなり、ビッグデルタ同様電撃攻撃を使う。2度目の改修時は完全に赤いカラーリングのグレートデルタになり、今までとは異なり上部からミサイル攻撃をする。その後またも改造され、＜捜せ 仲間たち!＞編では水中戦も可能なリサイクルタイプ・黒いブラックデルタとなって登場する。ブラッチャーエンブレムの中にマジックハンドがあり、それでミナヨを捕らえ、内部のゲストルームに招待した。
ブラッチャーロボ2号・デスベイダー
一人乗りで怒りのエネルギーで動く。最初ドジラスが乗り込んだ時は、新幹線モードで走行中のひかりに撥ねられるが、のちにのぞみとの喧嘩で怒りが溢れていたテツユキが乗り込んだ際は、新幹線モードのつばさを手玉に取っていた。スカイサンデーにエネルギーコアを破壊され敗れる。その後テツユキロボに改造される。
ブラッチャーロボ3号・サソリンガー
名前通り蠍型のロボット。市街地の電線を攻撃し、電気を吸収、ヒカリアン達の走行を邪魔した。ハンドソード、スラッシャーウイング、パワーハンマー、ジェットガンアタック、きりたんぽを弾き返したが、雷攻撃用のアンテナをテツユキロボに折られ、その隙を突いたスターダストストリームに敗れる。
ブラッチャーロボ4号・ゴリラード
名前通りゴリラ型のロボット。サソリンガー同様、ハンドソード・スラッシャーウイング・パワーハンマー・ジェットガンアタック・きりたんぽを弾き返し、気絶したミナヨを人質に取るが、目を覚ました彼女が暴れたため、その隙を突かれ、つばさ・マックス・E2・E3の合体技、ライトニングアタック（マックスいわく、「例のやつ」とのこと）に敗れる。ミナヨはテツユキロボと特車隊が救出。
ブラッチャーロボ5号・イタダキンガー
一人乗りで、ドジラスが乗っていた。通称怪盗X。銀行強盗や空き巣などをしたが、乗っているのがドジラスなのですべて上手くいかなかった。似たもの同士のポリスウィンがライバル意識を抱いた。ルパン三世のアニメに、これとそっくりなロボットが登場している。
ブラッチャーロボ6号・ゴキボンバー
名前の通りゴキブリの姿をしている。他のブラッチャールロボと違い、実物を少し大きくしたサイズ。ゴキブリが嫌いなユーロスターを脱線させるために使用。後に爆弾に改造されてビッグワンダーに仕掛けられるが、ヒカリアンたちの労働の大変さを知ったブラックが考え直して外したため、自爆してしまう。
ブラッチャーロボ7号・コンコルドン
名前の通りコンドルの姿をしている。かなり大きく、電車の客車をまとめて輸送することができる。ヒカリアンたちを苦戦させたが、客車と一緒に吸い込まれていたテツユキロボが燃料タンクの栓を抜いたことにより、墜落。
ブラッチャーロボ8号・チクリンガー
蜂の姿をしており、ゴキボンバー同様と実物より少し大きいサイズ。ヒカリアンにヒカリニャンビールスという、感染すると猫になるウイルスを注射した。なお、背中に羽ではなく、プロペラが付いており、これでヘリコプターのように飛行する。
ブラッチャーロボ9号・一刀斎（いっとうさい）
声 - 鶴岡聡美
三人乗りのブラッチャーロボ。武者のカブトが核として使われており、のぞみの「正々堂々」の一言で自我が目覚め、コクピットのブラッチャーボールをもぎ取り、自律稼動（暴走ではない）してしまう。その後巨大化したのぞみと戦い、のぞみが小さくなった隙を突いて倒そうとするが、テツユキが危機一髪の所でのぞみを庇い、敗北を認める。その後一刀斎は自爆した。事実上最強の巨大ロボ。
ブラッチャーロボ10号・ブラドーザー
63話で登場した。今まで通りコクピットのブラッチャーボールは搭載されているが、中には誰も乗らず、ウッカリーがリモコンで遠隔操作していた。ブラッチャーたちが北海道にゴルフ場を作るためだけに使われたが、アースが阿寒湖の中に入ってしまっていたため、一騒動起こる。
ブラッチャーロボ11号・モグモグラー
モグラ型のブラッチャーロボ。機体の後部は未完成で、ガラクタの寄せ集めのような外見をしている。そもそもサソリンガーとゴリラードの寄せ集めらしい。

### 準レギュラー
ミナヨの父親
声 - 鈴木勝美
ヒーヒーカレーの店長。趣味は釜飯の器を集めることで、年に一度阿蘇山を見ないと気が済まない。なお、ヒーヒーカレーは日本全国に支店を持つチェーン店で、彼はその社長らしい。
マスター/新橋テツロウ（しんばし-）
声 - 川中子雅人
94話から登場した、覆面マント姿の謎の男。「世界じゃんけん選手権」のチャンピオンなど超人的な能力の持ち主で、ヒカリアンの助っ人として現れる。150話で正体はテツユキの父親、新橋テツロウと判明した。同話で見せた"運要素のない特技"にホッピングがある。テツロウは背広姿だが、職業は不詳である。
新橋ユキ（しんばし-）
声 - 巻口久美子
テツユキの母親でテツロウの妻。
鳥建男（とりたてお）
声 - 成田剣
ブラッチャーが活動資金名目で借金しているスペースバンクの取り立て担当者で、背広と色眼鏡を着けた鳥人間の姿をしている。ブラッチャーは莫大な借金を返せずにいた。設定画によると彼はペンギンらしい。ブラッチャーが借金を返済し終えた51話以降はしばらく登場せず、アンナ一行の母星帰還時だけ再登場した。

### ゲスト

#### ヒカリアン
ゴンスケ
声 - 鈴木勝美
ブラッチャーが彼を盗み、彼の願いを聞く代わりにヒカリアンを攻撃させた（彼自身ヒカリアンのはずだが、作中ではヒカリアンを知らないような描写がされていた）。その後のぞみに自分の願いを話し、願いを叶えて貰った時は引退しようとするが、ミナヨの説得で、もうひと頑張りすることを決意する。テレビシリーズではヒカリアンチェンジをしなかったが、100体ヒカリアンとしての紹介では"キハ101形"と明言され、ヒカリアンチェンジした姿が描かれていた。
キ100ラッセル車
声 - 鈴木勝美
テレビシリーズではプロレスでブラックエクスプレスに挑むが、ドジラスとウッカリーがリモコンでブラックエクスプレスを操作していたため、ブラックエクスプレスにあっさり破れる。
トライZ
声 - 斎賀みつき
ブラッチャーが人工的に作り出した夢の中に登場する架空のヒカリアン。SPEX所属。厳密にはヒカリアンであるかどうかは不明。テレビシリーズではのぞみの夢（ブラッチャーが見せていた物）に登場し、自分が作られた存在だと知った時は、ショックを受けてどこかへ走り去るが、ショックから立ち直ってからはのぞみが夢の世界から脱出するのを手伝い、夢の中に消えていくが、夢から覚めたのぞみに深く感謝されていた。
ワイドビューひだ
声 - 千葉進歩
普段は山奥で木こりをしている。地球が好きになり、人間として生きることを決めていたため、最初はのぞみたちに非協力的な態度を取るが、その後の騒動を解決した後に「ヒカリアンであることも悪くない」と考え直す。
はつかり
声 - 紅井ユキヒデ
霊媒師だが幽霊が苦手で、霊と対話できるというのは、実は単なるパフォーマンスだった。自分のことを先生と呼ばないと怒る。100体ヒカリアンのはつかり（はつかりR）とはデザインが異なる。
スーパー北斗
声 - 佐野崇
函館でイカ飯会社の社長をしている。第3シーズンでも再登場し、快速エアポートと協力して、北海道へ雪のアジトを建てにやってきたブラッチャーと戦った。
京阪特急
声 - 池田克成
大阪でたこ焼き屋のビルを経営している。当初はお金のことしか考えていなかったが、埋蔵金を掘り当てるために使ったダイナマイトで自分の店を破壊してしまい、アンナの説得でお金より大切な物は友情だと気付く。コテコテの関西弁で話す。
はやぶさ
声 - 村井厚之
世界中を馬型バイクに乗って旅をしているガンマン。ブラッチャーに襲われていたさくらとふじの親子を助ける。ふじからは「彼がお父さんだったら良かったのに」と思われている。
さくら
声 - 栗原みきこ
ふじの母親で、牧場を経営している。息子のふじとともにブラッチャーに襲われていた所をはやぶさに助けられる。
ふじ
声 - 寺田はるひ
さくらの息子。
ありあけ
声 - 藤田圭宣
のぞみたちがOK酒場でパワーブロックの在り処を聞いたヒカリアンの一人。のぞみたちの質問に「はやぶさというガンマンを捜せ」と答えた。
あそ
声 - 池田克成
のぞみたちがOK酒場でパワーブロックの在り処を聞いたヒカリアンの一人。
かもめ
声 - 鈴木勝美
のぞみたちがOK酒場でパワーブロックの在り処を聞いたヒカリアンの一人。
つばめ
声 - 鈴木勝美
桜島で遺跡を発見し、その主人と勘違いされて遺跡から歓迎や持て成しを受ける。鹿児島弁で話す。
サンダーバード
声 - 寺田はるひ
体から電気を放出し、その電気で焼き物を焼く（焼き物は色を塗らなくても焼いた後に勝手に色が付く）。当初は初期のウエストと同じく赤ちゃん言葉しか喋れなかったが、のちに普通に会話するようになる。かくれんぼにも参加していた。
雷鳥
声 - 松尾貴司
サンダーバードの祖父（本人がサンダーバードを孫と言った）。普段は家で焼き物や皿を作っている。
おおぞら
声 - 加瀬田進
北海道の街をマリモンが襲った際にのぞみと一緒に調査をしたヒカリアン。電気がエネルギーのヒカリアンだが、彼はディーゼルエンジンなので電気が無くても走ることができた。100体ヒカリアンのイラストとは異なり、赤と白のカラーリング。
土佐電鉄
声 - 千葉進歩
観光地のPRのための案を考えていて、ブラックを将軍に任命するが、その後はブラックから将軍の座を剥奪し、猿の飛吉を新たな将軍として出迎える。
阪急特急

京浜東北

瀬戸EF65

急行宗谷

スーパーあずさ

221系新快速

快速エアポート
声 - 鈴木千尋
「捜せ!仲間たち」編では紹介されただけであったが、第139話で正式登場を果たしている。
西鉄特急

はまかぜ
声 - 松尾貴司
凄い強運の持ち主で、朝に蜘蛛を見たり茶柱が立ったり占いが当たるほど（自身も占いを信じている）。日本海アタックという体当たりの必殺技を持つ。
DD51
声 - 佐野崇
重い貨物列車を引く仕事に不満を抱いており、片やパワーブロック探しが嫌になっていたのぞみにパワーブロック探しから解放すると見せかけ自分の仕事を押し付けたり、その貨物を引くのぞみを行く先々で揶揄う。
しかし、その時に熊に襲われて連続ハイジャンプを繰り返し、それを見たのぞみが自分を応援してくれていると勘違いして（その時熊は木々の影になっていてのぞみには見えていなかった）札幌まで間に合わせるきっかけとなり、自身は大怪我をしたことでのぞみに文句を言おうとするも逆に礼を言われた上、「自分だけが苦しいと思ってたけどそれは間違いだったんだね」とのぞみに言われ、自身も「俺が言いたかったのはそういうことだ」とかっこつけてのぞみと和解する。その後は其々自分の仕事に戻り、彼は「かっこいいこと言っちまったおかげでまたこれだよ」と文句を呟くが、「でも教えて貰ったのは俺の方かもな」とのぞみに感謝した。100体ヒカリアンの出雲と同型。
山手線
声 - 内藤玲
ドクターがブラッチャーたちに見せた、JHRの仕事を紹介するためのPVに登場したヒカリアン。風邪を引いても雪の中列車を待ち続ける母娘のために頑張った。
広島電鉄
声 - 村井厚之
アキラが経営するお好み焼き屋で出前の手伝いをしている。
スーパービュー踊り子
声 - 上野悟
テツユキたちが熱海へ旅行に来た時に、彼らのガイドを務めたヒカリアン。あずさがのぞみたちのピンチを救おうとした時に、未知アンナとともにエネルギーを供給する手助けをした。
はるか
声 - 平野智恵
女性のヒカリアン。ラピートに恋心を抱いており、様々な方法でラピートに接近するも、フラれまくる。その後シスターに変装したブラッチャーにパワーブロックを持って来たらラピートと結婚させると騙され、そのパワーブロックが動力となるクローンマシンでブラックのクローンを増やし、町中をブラックのクローンで襲わせるきっかけを作ってしまうが、自身の腕を縛っていた縄を噛み切ってくれたネズミをクローンマシンにセットして、ネズミのクローンを増やしてブラッチャーを撃退。その後自分のクローンを大量に作り、花嫁姿で関空に現れ、結婚を申し込む。
ビューさざなみ
声 - 紅井ユキヒデ
久里浜海外でラビンたちにクイズを出す（内容は全部自分に関する問題）。落花生が好物。
ざおう（快速仮面（かいそくかめん））
声 - 加瀬田進
新幹線であるのぞみやつばさばかりに子供が注目してしまい、自身も目立とうとするため快速仮面に変身してブラッチャーに戦いを挑むが、自分のドジさでズタボロになりながらも戦い抜いた。「快速アタック（かいそくアタック）」というパンチが必殺技。
ゆふいんのもり
声 - 松尾貴司
弓矢の達人で、ロビン・フッドと呼ばれている。ブラッチャーの用心棒になったフリをして、うまくブラッチャーたちを罠にはめて撃退した。なお、ブラッチャーたちを騙した理由は温泉を作らせようとしたためだが、その温泉に来たのは老人ばかりであり、可愛い女の子が一人も来ないことに不満を抱き、ブラッチャーに激怒した。
ゆふいんのもりIIせい
声 - 藤田圭宣
ゆふいんのもりの弟で、同じく弓矢の達人。
あさぎり
声 - 栗原みきこ
ロマンスカーやベルニナと仲の良かった女性ヒカリアン。
ベルニナ
声 - 内藤玲
ロマンスカーやあさぎりと仲が良かったが、ある日ロマンスカーとあさぎりを賭けた決闘をして敗北する。しかしロマンスカーに復讐するために修行の旅に出て、「スイッチバッグ」という必殺技を身につけ、ロマンスカーの元へと戻って来る。
西武大将
声 - 鈴木勝美
西武線の鉄道工事をしていたメンバーの1人。語尾に西武線の駅名をつける癖がある（この癖は他の西武線メンバーにも共通）。
西武線101系
声 - 小泉里奈
西武線の鉄道工事をしていたメンバーの1人。
西武線101A系
声 - 横田栄治
西武線の鉄道工事をしていたメンバーの1人。
西武線2000系
声 - 浅子めぐみ
西武線の鉄道工事をしていたメンバーの1人。
ニューレッドアロー
声 - 池田克成
西武線の鉄道工事をしていたメンバーの1人。車内にある公衆電話をテツユキに使わせて、JHRに助けを呼ぶ手伝いをした。なお、ヒカリアンになっていたため公衆電話もミニチュアサイズになっていて、テツユキが爪楊枝でボタンを押していたが、10円が入らないにもかかわらず電話ができた（相手先がJHRではなく、間違えて「子供何でも相談室」に電話してしまったが、「子供何でも相談室」に伝言を伝え、無事JHRに連絡することができた模様）。
パノラマスーパー
声 - 川中子雅人
1年以上もの間パワーブロックの中で眠っていたヒカリアン。洞窟へパワーブロックを探しに来たテツユキたちによって発見され、鉄道車両（パノラマスーパー）と融合し、岩の下敷きになっていたのぞみを救出する。武器は2丁のヌンチャクで、必殺技はそれを使って繰り出す「パノラマアタック」。
月光
声 - 松尾貴司
建設途中だった中央新幹線の線路に現れた幻の寝台特急。ラピートの師範で、かつてラピートに忍術を教えていた。中央新幹線をパトロールしていたポリスウィンからブラッチャーに間違われた。中央新幹線の線路に居た理由は隠れて試験走行していたためであった。
レスキュー工作車
声 - 武本和広
JHRに所属しているロードヒカリアン。鉄道車両と融合している他のJHRメンバーとは異なり、消防車と融合したヒカリアン。成田空港線の大火災消火を援護するために出動した。ブラッチャーの超特急破壊万力からのぞみを救うのにも活躍した。放送当時はテレビシリーズのみに登場するキャラクターだったが、『電光超特急』終了後の『NEXT GENERATION』にて、初めて商品化された。
オーシャンアロー
声 - 武本和広
海の平和を守るヒカリアン。両足にフィン（足ひれ）、背中にはジェットエンジンの代わりにスクリューがついており、水中に特化したようなデザインになっている。白浜海岸でシャーダン三世に襲われていたみのるとその家族を救出する。その後はみのるを自身の運転席に乗せる。
マーチ
声 - 加瀬田進
しまなみ海道に来たこだ爺とひかり隊長を乗せてしまなみ海道を走る。ハンドルを盗むと噂されていた3匹の鬼（ブラッチャーの変装）にハンドルを盗まれるが、ひかり隊長によって取り返された。ヒカリアンモードの有無は不明。作中名前が呼ばれることは無く、ビデオのスタッフロールで名前が判明する。
はくたか
声 - 嶋崎はるか
女の子のヒカリアンで、サンダーバードからははくたか姉ちゃんと呼ばれている。ツンツンとした態度をとりながらも、サンダーバードのことを気にかけている。
スーパー雷鳥
声 - 松尾貴司
サンダーバードの先輩。
しらさぎ
声 - 鈴木勝美
サンダーバードの先輩。
白鳥
声 - 一条和也
サンダーバードの先輩。

#### 未登場ヒカリアン
スーパーホワイトアロー

おおぞら（国鉄色）

オホーツク

北斗星

ボンネット特急

L特急

寝台特急

はつかり（485系3000番台）

新特急あかぎ

中央線

みかん電車113系

211系

快速アクティー

103系常磐線

457系急行ときわ

仙山線

あさぎり

スーパーひたち

ワイドビューしなの

タンゴエクスプローラー

京阪特急（8000系）

スーパーはくと

DD51出雲

フェスタ

キハ58

しおかぜ

南風

うずしお

日豊本線813系

鹿児島本線717系

C62蒸気機関車

EF55

EF58お召し

DD19

NSEロマンスカー

LSEロマンスカー

小田急線

西武新宿線

東武スペーシア

東急東横線

井の頭線

京急ウイング

西武レッドアロー

スカイライナー

名鉄パノラマカー

パノラマDX

近鉄ビスタカー

近鉄アーバンライナー

阪神ジェットカー

伊豆急リゾート21

伊豆急アルファ・リゾート21

地下鉄千代田線

都営浅草線

ちんちん電車

札幌東西線

北総開発げんこつ電車

箱根登山あじさい電車

銚子電鉄デキ3

上田交通あまがえる

232U

ハイモ

#### トイのみのキャラクター
本作品では、トイは発売されたもののテレビシリーズには未登場のヒカリアンが存在する。
レスキューウィン

クリスタルのぞみ

東海イエロー
てれびくん'99-12,’00-1に登場。ブラッチャートリオの弱さを見かね、滝行や逆さ吊りなどのハードトレーニングを施した。1月号ではウッカリ―をして「東海先生」と呼ばれている。この時は同梱発売の"クリスタルのぞみ"が敵になり、そのクリスタル化忍術をかけたのは月光とラピートだった。結果的に、東海はブラッチャーにしか協力していない。
新型つばさ
てれびくんにおいても商品発売が告知されたのみで、ジオラマストーリーにも参加していない。キャンペーン品として配布された。

#### その他
マリナ（21話）
声 - 巻口久美子
ミナヨの従姉。名古屋で結婚式（新郎：声 - 横田栄治）を挙げている途中でブラッチャーの悪戯によって甲冑を着せられるという災難に見舞われ、式を台無しにされる。この事件を知ったヒカリアン一行は作戦を立て、ブラッチャーを結婚式場に誘導することに成功し、のぞみが倒す。その後、ウエストの車内で結婚式を挙げた。
ミーナ（23話）
声 - 嶋崎はるか
ブラッチャーが過去のアメリカに飛ばされた話に登場。見た目がミナヨに似ているが、性格はかなりまとも。蒸気機関車が強盗に襲われて壊れていたので、ブラックエクスプレスが代わりに運び、道中ブラックエクスプレスの燃料パイプが列車強盗の銃弾で破損した時には、車体に上がりハンカチで応急手当をした。
神無弥生（かんな やよい）（38話）
声 - 北原冬子
テツユキが幼い頃に出会い、花の種をテツユキに託した女の子。テツユキが花を咲かせた際に、歳をとらずにテツユキのクラスに転入して来た。花が枯れると同時にまた転校していった。
新橋ハツ（しんばし-）（45話）
声 - 巻口久美子
テツユキの祖母。美味しいキンピラゴボウでブラッチャーを退散させた。
マリモン（63話）
阿寒湖に住む巨大なマリモだが、巨大な一つ目とたこ足（藻の集合体）が付いている。ブラドーザーのアースで阿寒湖に電気が流れ込んだため、怒って暴れ出した。さらに巨大な「パパマリモン」もいる。
あきら（72話）
声 - 永山あけみ
失踪した父親に代わって広島市でお好み焼き店を切り盛りする小学4年生の少年。
源佐（げんざ）（72話）
声 - 水内清光
あきらの父。あきらに店を任せた後、「裏お好み焼き界」の悪人退治に旅立った。
惣次郎（そうじろう）（72話）
声 - 内藤玲
「裏お好み焼き界」のお好み焼き職人。あきらの店の向かいに催眠術で客寄せしていたが、帰郷した源佐に成敗された。
ラビン（75話）
声 - 藤田よしのり
海が無い国から親善大使として日本にやって来た少年。祖国の内戦で両親を亡くしており、「自分の国にも綺麗な海があれば、人々の心も綺麗になって戦争も無くなる」という考えから、海を綺麗にする運動をしていた。
ヒカリアン星王女（86・87話）
声 - 松本梨香
初登場時、次期ヒカリアン星王となる自身の結婚相手を決める格闘大会に辟易していたものの、誤って戦いに乱入し、偶然勝ってしまったブラックエクスプレスを見て「カッコいい」と一目惚れしてしまう。未知アンナを地球に向かわせた母親の女王はあずさ曰く、凄くわがままだという。
ヒカリアン星のヒカリアン星人たち（86・87話）
光エネルギー体ではなく、ちゃんと実体のある姿をしたヒカリアン星人たち。球体に手足が生えて目の付いたような姿をしている。観客席に座っている多くの住人の中、一体だけボディが上下に展開して内部が描かれており、球体ボディの内部で、光エネルギーの本体が操縦桿を握っている姿が描かれている。
カンガルー（88話）
声 - 平野智恵
ブラッチャーに利用されて巨大カンガルーにされる。ミナヨの目の前では優しく振る舞うが、ブラッチャーの目の前では凶暴化する。
雪だるまA（89話）
声 - 鈴木勝美
雪だるまB（89話）
声 - 横田栄治
雪だるまC（89話）
声 - 寺田はるひ
列車太郎（れっしゃ たろう）（89話）
声 - 紅井ユキヒデ
列車大学の列車博士という肩書きを持つ謎の男。テツユキたちに“どんな願い事でも叶うスタンプラリー”の参加を促す。に名前自体は第61話ですでに登場。ドクターが『古代列車文明』を唱える学者だと紹介。テツユキたちはもちろん、ドクターも列車文明の存在を「とても嘘っぽい」と思っていたらしい。
清美（きよみ）（101話）
声 - 織田一穂
駅で母親とはぐれてしまった少女。偶然出会ったブラッチャー3人組によって次の駅に送ってもらい（車両モードのドジラスに乗せてもらった）、母親と再会することができた。
じゅん★P（128話）
声 - 内田順子
『のりもの王国ブーブーカンカン』の司会を務める女性「じゅん★P」を模したキャラクター。JHR内のモニターで「今週の1位」をこだ爺であると発表した。
ブラックエクスプレスは彼女に扮し、金沢の電車を仲間にしようと目論むも、サンダーバードに倒されている。

## JHR基地
ヒカリアンの日本での拠点であり、JHR本部機能も兼ねている。電光超特急ヒカリアンでは建物として、超特急ヒカリアン（テレビシリーズ）では「ヒカリアンステーション」として飛行可能な基地として登場する。電光超特急ヒカリアンでも僅かだが、飛行シーンはあった。OVAでは円柱形の建造物が「ヒカリアン基地」と呼ばれ、ヒカリアンステーションはそれとは別に登場する。
「超特急ヒカリアン」上では300X博士が設計したとされている。全国の列車やヒカリアンをモニタリングして、緊急事態が生じるとヒカリアンを出動させる中央指令室や、格納庫・整備試験場・居室などが備わっている。
アニメシリーズごとの所在地
- OVA - 汐留
- テレビシリーズ - 東京駅のそば
- 電光超特急ヒカリアン - 秋葉原の高架沿い

玩具では1995年・1998年 (Ver.2)・2002年（「電光超特急ヒカリアン」）に「ヒカリアンステーション」として発売され、車両状態のヒカリアンを5両まで格納して可搬することもできる。Ver.2と電光超特急版では格納部に凹凸のジョイント付きのレールがあり、プラレールのレールと繋げられるようになっている。また、Ver.2モデルまでは1998年に発売された線路敷設メカの「ヒカリアンビッグワンダー」と連結することも可能となっている。

## その他のヒカリアンのメカ
ヒカリアントレーラー
大型のクレーンアームを装備し、ヒカリアンを運んだり、特殊装備を運搬・稼動したりするために用いる。車両サイズのヒカリアンを射出するカタパルトを備えている。機体色は黄色。操縦はドクターが行う。OVA版では第3話『出動！ヒカリアントレーラー！』で300Xが新規開発したメカとして登場。テレビシリーズでは通常は他のトレーラーと一緒に、ヒカリアンステーションの脇に停められており、第1話から登場している。玩具版には、イエローソードとローラースキーが付属している。
ポリストレーラー
ヒカリアントレーラーとほぼ同型で、赤色灯が追加されている。機体色は白と黒のツートンカラー。操縦はポリスウィンが行う。玩具版には、警察剣とローラースキーが付属している。続編にも登場する。
消防トレーラー
ポリストレーラーとほぼ同型で、クレーンの代わりに放水機能付きのラダーを備えており、消防に使用される。機体色は赤。操縦はファイヤーネックスが行う。玩具化はされていない。
スナイパートレーラー
ヒカリアントレーラーとほぼ同型で、クレーンの代わりに砲塔を装備している。機体色は緑色。操縦はスナイパーソニックが行う。消防トレーラーと同じく玩具化されていない。
ビッグワンダー
第68話から登場。操縦はドクターが行う。主に線路を引くために使用される。基本的に武装はされておらず、ブラッチャーが奪おうとして度々襲ってくるため、運用には護衛を必要とする。ただし、第82話では小型ミサイルで武装され、宇宙船の破片の落下を防ぐために駆り出されている。
ワンダーウイング
スカイシャーダンに対抗するために、空を飛べないビッグワンダーに装備した翼。装着方法は、ビッグワンダーのアームで掴むだけである。飛行は成功し、ブラッチャーに奪うのを諦めさせた。しかし、ビッグワンダーの重さに耐え切れず、掴む部分が折れてしまい、使い物にならなかった。それ以降は一度も使用されていない。
ヒカリアンエネルギー増幅装置
ブラッチャーのエネルギー吸収装置に対抗すべく、ドクターが作った物で、ひかり隊長の客車後部に設置されている。これから発射される光線を浴びるとエネルギーが増幅され、その影響で体色が黄金色になる。しかし未完成でコントロールがつかないという弱点がある。
JHR洗車場
玩具ではヒカリアン変形ボックス1として、ひたちレッドとのセットで発売され、プラレールのレールを繋げて遊ぶことができるが、レールの傾斜があることで、プラレールの車両を走行することはできない。アニメにも、ブラッチャーの作戦で真っ黒にされたり海水に浸かったりしたヒカリアンたちを洗車するために登場している。
JHR踏み切り
玩具ではヒカリアン変形ボックス2として、やまびことのセットで発売され、プラレールのレールを繋げて遊ぶことができ、プラレールの車両を走行することが可能である。アニメにも登場している。アニメでは暴走したダンプトラック（ブラッチャーが運転していた）を捕らえるために使用された。
踏切ジェッター
声 - 巻口久美子
のぞみの先頭車両に格納されているサポートロボットで、第2シリーズまで登場する。おもにスターシールドやテツユキロボをカタパルトで発射したり、車両の牽引をするのが仕事だが、単独で抜け出してウッカリーと探検したこともある。1997年発売の玩具「超デラックスのぞみ号」「アクション客車セット1」に実装されている。
テツユキロボ
捕獲したブラッチャーロボ2号をドクターイエローが改造したもの。設計ミスでヒカリアンは誰も乗れず、テツユキが搭乗して活躍したことから彼の専用機となり、同時にテツユキロボと命名された。
2足歩行のロボット形態の他に、タイヤで走行する車両形態に変形可能。なお、両形態に特に名称は付いていない。車両形態はカタパルト射出時や移動時に用い、戦闘などは主にロボット形態で行う。ただし、ミナヨが乗って出撃した際には、あずさと協力して車両形態でブラッチャーを撃退した。第87話で右腕を破損し、それ以降は登場していない。
玩具では、「アクション客車セット2」に非変形のロボット形態のものが付属している。

## その他のブラッチャーのメカ
スモークジョー
ブラッチャーたちが移動や装備の運搬・運用に用いる大型機関車。移動基地のような使われ方をしているが、居住スペースは無いらしく、ブラッチャーたちは他にアジトを必要としている。移動には線路が2列必要で、先端のドリルで地中を進むことができる。OVA版の第2話『ブラッチャー機関車の逆襲！』で鉄道公園内の展示車両として登場していたが、ブラッチャーたちはテツユキとミナヨを人質に取り、ブラックエクスプレスに襲われブラッチャーたちのメカとなり、その後ヒカリアンたちはみんなで協力し合った。
玩具はドジラスとウッカリー、OVA2巻と合わせてブラッチャー機関車セットとして発売された。底部にドジラスとウッカリーを収納、上部にブラックエクスプレスを乗せることができる。単品販売はされなかった。
竜巻マシン
29話で使用した下部に巨大なプロペラが付いた気球型のマシン。竜巻はE2のジェットガンもものともしない。最終的には先頭車両携形態で竜巻に突っ込んだE2により破壊される。
コントローラー
コードが付いた巨大（ドジラスとウッカリーが抱えて持つ大きさ）なコントローラー。コードをブラックエクスプレスに繋げば、ブラックエクスプレスを操ることができ、これでキ100やマックス、ネックスをノックアウトした。外見はリモコンヒカリアンのコントローラーを大きくしたようなデザイン。
真っ黒けマシーン
OVA版第1話「ヒカリアン！新幹線を守れ！」で登場したマシン。真っ黒けホールを通過するとどんな物でも何もかも真っ黒けにさせるマシンでもある。のぞみによって破壊された。
隕石マシン
ヒカリアンたちを攻撃するため、ブラックが用意したマシン。土台に乗ったU字磁石のような形をしている。宇宙から隕石を引き付け、巨大な小惑星さえも引き付ける力を持つ（この力によって後から地球に危機が迫る）。
ヒカリアンエネルギー吸収装置
ヒカリアンエネルギーを吸収し、ほとんどのメンバーを車両にした。吸収したエネルギーはスモークジョーに溜める。ミナヨにだまされ、ブラッチャー自ら破壊してしまう。
めちゃんこ長いヒカリアンエネルギー吸収装置
以前のものと異なり、エネルギーを溜める箇所は装置に付けた。またもやほとんどのメンバーを戦闘不能にした（今回は車両には戻らず、皆ヒカリアンの姿のまま倒れている）が、エネルギー増幅装置で復活した。
ゴールデンのぞみによって（厳密にはミニシルバーの自爆によって）破壊される。
雪やこんこんこれまたケッコー
元々雪が降るにも関わらず北海道にて雪を降らすために使用された。外見は凧の骨をつけた隕石マシン。
バーチャルドリームマシン
対象者の夢を自在に操ることができるマシン。これを使ってのぞみを夢の中に閉じ込めようとしたが、トライZの協力もあって夢からのぞみが脱出した後に過負担で爆発する。形状は隕石マシンにパラボラアンテナが付いたもので、やはり今まで通りスモークジョーの上部に設置されている。
ミニシルバー
丁度キャラシリーズほどの大きさのシルバーエクスプレスを模した爆弾。普段は先頭車両形態だがブラックたちが失敗するとブラッチャーモードに変形し、爆発してお仕置きをする。
宇宙植物の種
小瓶に入った宇宙植物の種。送られた時はいつもブラッチャーロボが送られて来る時に入れられている黒い気球に入って送られて来た。発芽した宇宙植物は蠢く青緑色の蔦で、赤い斑点があり、和状の葉が付いている。弱点が太陽の光であるため、使用する際にUFOを使って空を黒雲で覆い尽くし、トレインモードのヒカリアンたちに絡み付いて動けなくしたが、ドクターとビッグワンダーがのぞみを絡んでいる蔦を振り解き、自由を取り戻したのぞみにスターダストストリームでUFOを破壊され、太陽の光を浴びて萎びて消滅。宇宙植物の危機は去ったかに思われたが、実は同じ頃に沖縄に向かうテツユキとミナヨが乗った飛行機の荷物室で、ブラッチャーが不注意で種を発芽させてしまい、飛行機のパニックを起こす。
ヒカリアンキラー
シルバーが対ヒカリアン用に開発した、ブラックやシルバーに似たデザインの巨大な赤いロボット。全身からビームを放つ。ユーロスターを襲い、ユーロスターを瀕死状態にした。その後JHR基地を襲撃し、ヒカリアン達の必殺技をものともしなかったが、ドクターの手によってブルーユーロとして生まれ変わったユーロスターがウィンダッシュの解析によって唯一ビームの死角であった背中を撃ち抜いたことで破壊された。列車形態に変形して線路を移動することも出来る。
じしん発生マシン
ドリルのような形状をしたメカで、2人がかりでようやく運べる大きさをしている。タイマー式で作動し、ブラッチャー達は当初、地震を発生させる機械だと思っていたが、ドジラスが取扱説明書を読んだところ、地震を起こすのではなく、人に自信を持たせる機械だったことが判明。その結果マシンの影響を受けた建設マックスはスモークジョーを撥ね退け、そのまま南極まで暴走してしまっている。
ダンプカー
小田急線の踏切を破壊するために使用したトラック。JHR踏切に捕らえられ、ブラッチャーたちが中に乗ったままペシャンコに潰されてしまう。
超特急破壊万力（ちょうとっきゅうはかいまんりき）
その名のとおり列車を破壊するための万力型メカ。ブラッチャーはこれで回送運転中ののぞみの車体を引っ掛けて、のぞみをスクラップにしようと企むが、レスキュー工作車の手によって破壊される。
名称不明
ウエストが運んでいるスカイソードとサンシールドを奪うために使用した空陸両用のメカ。翼を出して空を飛ぶ飛行形態と、タイヤを出して地面を走る陸上形態に変形するが、いずれの形態も、E2とE3の前に敗れ去る。

## アニメ

### OVA
1996年に発売された「シルバーエクスプレススペシャルビデオセット」「ブラッチャー機関車セット」にそれぞれスペシャルビデオとして添付された。二巻で全3話。作品のキャストや物語の雰囲気などは後のテレビシリーズと大きく異なる。OVAでブラックエクスプレスの声を充てているのは、後に続編の『電光超特急ヒカリアン』で同じ役を担当した千葉繁である。

#### テレビシリーズとの差異
- OVAではブラッチャーとの闘いがメインで、ヒカリアンの正義感が強調され、シリアス寄りのストーリーとなっている。テレビシリーズでは各キャラクターの日常生活が描かれ、ヒカリアン側もドジやお節介な性格が露呈するなどコミカルさが押し出され、コミカルなストーリーを主体としたお話に変わった（OVAと同じシリアスなお話は少しある）。
- キャラクターのデザイン・人物設定・声優はOVAとテレビシリーズで全て変更されており、前者では81プロデュースが声優のキャスティング協力となっている関係上、当時の所属者が多くアテレコしている。
- キャラクターデザインは、OVAではカッコよさのあるものに対し、テレビシリーズではコミカルさを強調して、可愛らしいデザインに変わった。
- テレビシリーズとは異なりセル画で制作されている。
- OVAではテツユキとミナヨは最初からヒカリアンと知り合いで、テツユキは新幹線のホームに居るといった新幹線（鉄道）好き、友人のミナヨは少しおっとりとした性格だった。それ以外の生活面での描写はなく、二人とも名字が無かった。服飾もテレビシリーズではマイナーチェンジされている。
- 髪の色が、テツユキは濃茶色、ミナヨは水色である。テレビシリーズではそれぞれ黒と薄茶色に変更された。髪型も異なっている。
- OVA版ではブラックエクスプレスの目に瞳がない。テレビシリーズでは、『怒りの凶暴モード』を除き瞳が描かれて、表情豊かになってコミカルさが強調された。
- OVAではヒカリアン・ブラッチャーのチェンジ後の大きさは車両時サイズそのままである。テレビシリーズではその点についても変更され、通常は（テツユキ・ミナヨ）とほぼ同じ、ないしは多少小さいサイズに縮小する。例外として、テレビシリーズの初期のお話、92話以降のお話で追加されたパワーモードというパワーアップがあり、OVAと同様の車両時サイズそのままになる所がある。
- 登場するヒカリアン・ブラッチャーがOVA版では多少限定されている。具体的には、ヒカリアンがのぞみ・つばさ・ひかり・ウィンダッシュ・Max・E2ジェット・300X・ポリスウィン・ファイヤーNEX・スナイパーソニック、ブラッチャーはブラックエクスプレス・D51ドジラス・C55ウッカリー・シルバーエクスプレスである。これは1995年下半期時点のヒカリアン製品ラインナップを基にしている。また、キャラクターの性格描写は玩具版の設定を基にしている。

### テレビシリーズ
1997年4月から2000年3月まで、テレビ東京で毎週水曜7:30 - 8:00（JST）に放送されていた『のりもの王国ブーブーカンカン』枠内のコーナードラマとして、基本的に7:46頃から約7分間放送された。全156話。
トミー関係の企画（カタログ等販促物掲載・てれびくん連載・東京おもちゃショー出展など）を除けば、キャラクターの露出は番組外では滅多に行われなかった。本来の対象以外に向けての告知めいたものと言えば、わずかにキャラクターデザイン担当の宮尾岳が、当時漫画家として連載していた雑誌「ヤングキングアワーズ」の作者コメントで少し触れた他、アニメージュの作品情報で制作担当者によるコラムが連載された程度だった。
デジタルアニメを導入した最初期の作品で、開始当初より全編デジタルアニメとして制作された日本初のテレビアニメである。そのため本編で使用されたセル画は存在しないが、ポスターやパッケージ等の公式印刷母体用の絵はアニメ放映前に制作されたポプラ社の絵本用に作られたセル画を流用して作られた。
当時のアニメでは珍しいことではないが、各話の原画・絵コンテ・作画監督といった制作スタッフ毎に人物のキャラクターデザインにばらつきが見られ、特に越智一裕が担当した回ではテツユキやミナヨの頭身が大きく、中学生のように描かれている。メカに関しては作画のばらつきは少なかったが、それでも越智や本橋秀之の担当回など、他に比べて凝った描き込みや描写が見られる話があった。また、越智や金田伊功らのアニメーターが絵コンテ、演出、作画監督全てを一人で担当した回も存在する。
本作品のレギュラーキャラクターの声優は、複数のキャラクターの声を兼任することが非常に多く、ビデオソフトのエンドロールでは登場キャラクター全員分が列挙されるため、同じ声優名が何度も出てくる。また、声優ではないスタッフが演じたものも表示された。
2000年頃より現地語吹き替えに差し替えられた上で韓国・中国・香港・台湾・ポルトガル・シリア・ヨルダン・サウジアラビア・アメリカでも放送されている。
各国でのタイトル名は　韓国が「출동! 메가트레인」（出動！メガトレイン）、中国が「铁胆火车侠」（電車マン）、台湾が「電光快車侠」（電光急行マン）、香港が「變形火車俠」（トランスフォームトレイン）、シリア・ヨルダン・サウジアラビアでは「جندي المحطة」（駅の兵士）、アメリカが「Hikarian - Great Railroad Protector」となっている。

#### 主なストーリー
基本的にはブラッチャーが各地で悪さ・悪戯をするとヒカリアンが現場へ出撃し、ヒカリアンが必殺技でブラッチャーを退散させる勧善懲悪のストーリーとなっている。『タイムボカンシリーズ』や『それいけ!アンパンマン』と同様のヒーローものアニメとして、玩具と番組（ブーブーカンカン）のメインターゲットである幼児の好きな乗り物が活躍するアニメとして人気を博した。
1997年度放送の1話から52話まではブラッチャーが企てた作戦をヒカリアンが出撃して掃討する内容を主としており、1話完結で連続したストーリーは無い。しかし、ブラッチャーが作戦の度にスペースバンクから借金を重ねており、51話で夜逃げの準備をした時に宇宙宝くじに当籤し完済できたというオチで、一応の完結としている。
放送2年目の第53話から第87話までは、当時ヒカリアンとして商品化されていない日本各地を走る実在の電車・機関車をトミーらがキャラクター化した「日本全国100体ヒカリアン」企画より、ゲストキャラクターとして登場させる＜捜せ!仲間たち!＞編が展開された。これは、仲間のヒカリアンを探して、地球上に散らばっているヒカリアン星へ帰るために必要な「パワーブロック」の欠片を見つけ出す要素を足したストーリーとなった。本来は1998年度一杯（4クール）で展開される見込みだったが、人材的な問題から3クールに短縮することになった。
第92話から第104話までは、北海道から沖縄までを1本の線路で結ぶ2015年開業予定の「JHR中央新幹線」（現実の中央新幹線とは異なるオリジナル設定）の山梨県の建設現場が登場する＜守れ!ぼくらの線路＞編が展開された。ひたち4兄弟やロマンスカー、JHR洗車機やJHR踏み切りなど、＜捜せ!仲間たち!＞編展開中に玩具が発売されたものが活躍する話が多い。第103話でシルバーエクスプレスとヒカリアンの対決で、ヒカリアン星人とブラッチャール星人は宇宙の彼方へ行ってしまい、テツユキ・ミナヨとは離別するという結末で2年目は完結した。
放送3年目となる第105話からは、第103話の1年後にテツユキ達の下にヒカリアンとブラッチャーが戻り、再びJHRを舞台に放送1年目に回帰するような作風で展開された。もっとも、この時期にはトイの展開も終息傾向にあり、玩具とのタイアップを目的としたエピソードは制作されなかった。
ブラック将軍・裏お好み焼き会・世界じゃんけん選手権、それに第136話や第144話など、ミナヨやゲストキャラばかりが目立ち主要キャラがないがしろにされるような、子供が理解し難い事柄がある一方で、信頼と友情を軸にした良作が多い。後に制作された『電光超特急ヒカリアン』では、前者の要素を増強している部分が見受けられる。
のぞみ以外のヒカリアンやブラッチャー、テツユキ、マスターが実質的な主役となる話があり、のぞみが全く出演しないストーリーもある。

#### スタッフ
- 原案 - 鈴木伊織、アーミックデザインオフィス
- 原作 - 鈴木伊織
- スーパーバイザー - 原田健司
- 監督 - 広川和之（第1 - 91話）、新田義方（第92 - 156話）
- キャラクターデザイン - 宮尾岳
- メカニックデザイン - ARMIK
- 作画監修 - 箕輪悟
- 美術監督 - 高橋麻穂
- 音楽 - 林有三
- プロデューサー - 小林教子→東不可止（テレビ東京）、森正→永倉実（TOMY）
- 制作プロデューサー：木村健吾（東京キッズ）
- 制作協力 - アーミックデザインオフィス、OGGI、協和広告、テレビクリエイションジャパン
- 制作 - 東京キッズ
- 製作 - テレビ東京、TOMY

#### 主題歌
放送時とビデオソフト版でオープニングの対応話数が異なる。
第1期オープニングテーマ「ぼくらのヒカリアン」（放送時：第1 - 70話、ビデオ版：JHRシリーズ1 - 6巻）
作詞 - 鈴木伊織 / 作曲・編曲 - 米光亮 / 歌 - 高山成孝
第2期オープニングテーマ「ダッシュ！ヒカリアン」（放送時：第71 - 102話、ビデオ版：JHRシリーズ7 - 14巻）
作詞 - 大賀玉之輔 / 作曲・編曲 - 小倉松庵 / 歌 - 遠藤正明
第3期オープニングテーマ「ぼくらのヒカリアン」（放送時：第103 - 153話、ビデオ版：NEWシリーズ全巻）
作詞 - 鈴木伊織 / 作曲 - 林有三 / 歌 - 堀江美都子
エンディングテーマ「ぼくらのヒカリアン」（最終話のみ）
歌 - 堀江美都子
ビデオJHRシリーズエンディング「JHR出撃マーチ」
作詞 - 大賀玉之輔 / 作曲 - 林有三 / 歌 - 高山成孝
ビデオNEWシリーズエンディング「ぼくらのヒカリアン」
編曲 - 林有三 / 歌 - 森の木児童合唱団
挿入歌「オレたちゃブラッチャー」
作詞 - 広川和之 / 作曲・編曲 - 林有三 / 歌 - 横田栄治、藤原あかり、北原冬子

#### 各話リスト
以下に各話のタイトルと主要スタッフ、放映日を記す。
1997年4月23日は、在ペルー日本大使公邸占拠事件解決の報道特番のために休止とされ、当日放送予定であった分は5月14日に放送された。そのため、当時の雑誌記事の中には、放送順序と異なる話数で表記されているものもある。
水曜日だった1997年の大晦日も、番組は通常通り放送された。第39話をクリスマス近辺に、第40話を大晦日に放送するために、前週の12月24日は唯一、2話分が同日に放送されている。
| 話数 | サブタイトル                      | 脚本              | 絵コンテ     | 演出       | 作画監督          | 放送日        |
| ---- | --------------------------------- | ----------------- | ------------ | ---------- | ----------------- | ------------- |
| 1    | おにぎり大作戦                    | 雪室俊一          | 広川和之     | 広川和之   | 内山正幸          | 1997年 4月2日 |
| 2    | しばられたのぞみ号                | 雪室俊一          | 広田正志     | 日下直義   | 広田正志          | 4月9日        |
| 3    | ゆうれい機関車                    | 雪室俊一          | 上島光       | 上島光     | 阿部宏幸          | 4月16日       |
| 4    | ゴンスケの願い                    | 雪室俊一          | 楠根彰       | 楠根彰     | 箕輪悟            | 4月30日       |
| 5    | 対決! のぞみ対ひかり              | 井上敏樹          | 広川和之     | 広川和之   | 越智一裕          | 5月7日        |
| 6    | 登場! ポリスウィン                | 井上敏樹          | 広田正志     | 日下直義   | 広田正志          | 5月14日       |
| 7    | 恐怖のデート                      | 井上敏樹          | 上島光       | 上島光     | 阿部宏幸          | 5月21日       |
| 8    | （総集編）                        | 広川和之          | 広川和之     | 広川和之   | 箕輪悟            | 5月28日       |
| 9    | 出現! 巨大UFO                     | 井上敏樹          | 上島光       | 上島光     | 箕輪悟            | 6月4日        |
| 10   | 爆走! E2対E3                      | 荒木憲一          | 広田正志     | 日下直義   | 広田正志          | 6月11日       |
| 11   | 忍者特急ラピート見参!             | 荒木憲一          | 広川和之     | 楠根彰     | 箕輪悟            | 6月18日       |
| 12   | 大仏起動!                         | 井上敏樹          | 越智一裕     | 越智一裕   | 越智一裕          | 6月25日       |
| 13   | 走れ! タロウ                      | 井上敏樹          | 広川和之     | 広川和之   | 阿部宏幸          | 7月2日        |
| 14   | 恐竜大騒動!                       | 荒木憲一          | 広田正志     | 日下直義   | 広田正志          | 7月9日        |
| 15   | 救急あずさの秘密                  | 荒木憲一          | 上島光       | 上島光     | 箕輪悟            | 7月16日       |
| 16   | 必殺! スターシールド              | 荒木憲一          | 広川和之     | 広川和之   | 竹内進二          | 7月23日       |
| 17   | 緊急発進! JHR基地                 | 荒木憲一          | 広川和之     | 広川和之   | 箕輪悟            | 7月30日       |
| 18   | （総集編）                        | 広川和之          | 広川和之     | 広川和之   | 箕輪悟            | 8月6日        |
| 19   | 謎の超特急!? 現わる               | 鈴木伊織          | 広田正志     | 日下直義   | 広田正志          | 8月13日       |
| 20   | ミナヨ大変身                      | 井上敏樹          | 越智一裕     | 越智一裕   | 越智一裕          | 8月20日       |
| 21   | ウエディングパニック              | 井上敏樹          | 松村康弘     | 松村康弘   | 竹内進二          | 8月27日       |
| 22   | 地球大爆発!                       | 井上敏樹          | 広川和之     | 広川和之   | 箕輪悟            | 9月3日        |
| 23   | 大陸横断ブラック鉄道              | 荒木憲一          | 広田正志     | 日下直義   | 広田正志          | 9月10日       |
| 24   | ヒカリアン危機一髪!               | 荒木憲一          | 羽原信義     | 越智一裕   | 越智一裕          | 9月17日       |
| 25   | のぞみ対テツユキ                  | 井上敏樹          | 上島光       | 楠根彰     | 谷口嘉浩          | 9月24日       |
| 26   | テツユキくん大活躍!               | 鈴木伊織          | 毛利和昭     | 広川和之   | 箕輪悟            | 10月1日       |
| 27   | ブラッチャーの陰謀                | 広川和之          | 広川和之     | 広川和之   | 越智一裕          | 10月8日       |
| 28   | 帰って来たスモークジョー          | 広川和之          | 広川和之     | 広川和之   | 箕輪悟            | 10月15日      |
| 29   | 友情の北陸新幹線                  | 荒木憲一          | 毛利和昭     | 大町繁     | 小林勝利          | 10月22日      |
| 30   | 東海道うなぎ旅                    | 荒木憲一          | 上島光       | 大関雅幸   | 谷口嘉浩          | 10月29日      |
| 31   | ミニミニ大作戦                    | 荒木憲一          | 早川啓二     | 早川啓二   | 本木久年          | 11月5日       |
| 32   | 銀色の恐怖! シルバーエクスプレス  | 荒木憲一          | 広川和之     | 広川和之   | 箕輪悟            | 11月12日      |
| 33   | JHR最期の日                       | 井上敏樹          | 上島光       | 楠根彰     | 安藤義信          | 11月19日      |
| 34   | 怪盗X見参                         | 井上敏樹          | 日巻裕二     | 大関雅幸   | 谷口嘉浩          | 11月26日      |
| 35   | 来日! ユーロスター                | 荒木憲一          | 楠根彰       | 楠根彰     | 箕輪悟            | 12月3日       |
| 36   | 北極の大決戦!                     | 荒木憲一          | 亀垣一       | 亀垣一     | 本橋秀之          | 12月10日      |
| 37   | 踏切ジェッター海賊島へ            | 荒木憲一          | 早川啓二     | 早川啓二   | 本木久年          | 12月17日      |
| 38   | 思い出は刻の彼方に…               | 越智一裕          | 越智一裕     | 越智一裕   | 越智一裕          | 12月24日      |
| 39   | ブラッチャーはサンタクロース      | 井上敏樹          | 伊達勇登     | 広川和之   | 山田浩之          | 12月24日      |
| 40   | 大掃除なんか恐くない!             | 広川和之          | 広川和之     | 広川和之   | 箕輪悟            | 12月31日      |
| 41   | 四国を走る新幹線                  | 荒木憲一          | 上島光       | 楠根彰     | 松岡秀明          | 1998年 1月7日 |
| 42   | 大混乱! 一日駅長                  | 黒田洋介          | 大関雅幸     | 大関雅幸   | 谷口嘉浩          | 1月14日       |
| 43   | 輝け! のぞみ                      | 黒田洋介          | 上島光       | 随行央吾   | 安藤義信          | 1月21日       |
| 44   | ヒカリニャン                      | 荒木憲一          | 早川啓二     | 早川啓二   | 本橋秀之          | 1月28日       |
| 45   | 魅惑のキンピラゴボウ              | 荒木憲一          | 上島光       | 広川和之   | 箕輪悟            | 2月4日        |
| 46   | ひまわりの少女                    | 井上敏樹          | 大関雅幸     | 大関雅幸   | 谷口嘉浩          | 2月11日       |
| 47   | 北海道SOS                         | 黒田洋介          | 広川和之     | 広川和之   | 松岡秀明          | 2月18日       |
| 48   | ミナヨ、出撃!                     | 越智一裕          | 越智一裕     | 越智一裕   | 越智一裕          | 2月25日       |
| 49   | 捻れ! スカイ・アキレス腱固め      | 黒田洋介          | 羽原信義     | 随行央吾   | 安藤義信          | 3月4日        |
| 50   | 宇宙特急トライZ                   | 荒木憲一          | 亀垣一       | 亀垣一     | 本橋秀之          | 3月11日       |
| 51   | 大逆転! 宇宙宝くじ                | 荒木憲一          | 上島光       | 広川和之   | 山田浩之          | 3月18日       |
| 52   | 無敵! 剣豪ロボ                    | 井上敏樹          | 金田伊功     | 金田伊功   | 金田伊功          | 3月25日       |
| 53   | さらばヒカリアン!                 | 井上敏樹          | 広川和之     | 広川和之   | 箕輪悟            | 4月1日        |
| 54   | ワイドビューの孤独                | 井上敏樹          | 上島光       | 広川和之   | 安藤義信          | 4月8日        |
| 55   | オバケのぞみ                      | 荒木憲一          | 大関雅幸     | 大関雅幸   | 谷口嘉浩          | 4月15日       |
| 56   | 友だちだから投げるんだ            | 黒田洋介          | 上島光       | 保田康治   | 保田康治          | 4月22日       |
| 57   | いかめし合戦                      | 舘正貴            | 山田浩之     | 広川和之   | 山田浩之          | 4月29日       |
| 58   | パワーブロック発見!               | 井上敏樹          | 楠根彰       | 楠根彰     | 安藤義信          | 5月6日        |
| 59   | 赤い夕陽のヒカリアン              | 荒木憲一          | 森田浩光     | 森田浩光   | 本木久年          | 5月13日       |
| 60   | 納豆パニック                      | 荒木憲一          | 森田浩光     | 山崎友正   | 本木久年          | 5月20日       |
| 61   | 古代列車文明                      | 黒田洋介          | 伊達勇登     | 石堂宏之   | 箕輪悟            | 5月27日       |
| 62   | 九谷焼の決闘                      | 荒木憲一          | 上島光       | 広川和之   | 山田浩之          | 6月3日        |
| 63   | 巨大マリモ出現!                   | 黒田洋介          | 大関雅幸     | 大関雅幸   | 谷口嘉浩          | 6月10日       |
| 64   | ブラック将軍の野望                | 井上敏樹          | 上島光       | 藤本ジ朗   | 安藤義信          | 6月17日       |
| 65   | すごいぞ! 未知アンナ              | 広川和之          | 広川和之     | 広川和之   | 箕輪悟            | 6月24日       |
| 66   | 幸せは歩いて来ない!               | 舘正貴            | 上島光       | 藤本ジ朗   | 安藤義信          | 7月1日        |
| 67   | のぞみ、北海道で転職!             | 白根秀樹          | 広川和之     | 広川和之   | 山田浩之          | 7月8日        |
| 68   | 宇宙植物の襲来!                   | 荒木憲一          | 上島光       | 大関雅幸   | 谷口嘉浩          | 7月15日       |
| 69   | 沖縄上空SOS!                      | 荒木憲一          | 上島光       | 藤本ジ朗   | 安藤義信          | 7月22日       |
| 70   | 俺様と戦え!                       | 黒田洋介          | 大関雅幸     | 大関雅幸   | 坂元大二郎        | 7月29日       |
| 71   | やまびこ兄貴!                     | 黒田洋介          | 広川和之     | 広川和之   | 山田浩之          | 8月5日        |
| 72   | 必殺!! お好み焼き人               | 井上敏樹          | 毛利和昭     | 石堂宏之   | 箕輪悟            | 8月12日       |
| 73   | リゾート大パニック!               | 越智一裕          | 越智一裕     | 越智一裕   | 越智一裕          | 8月19日       |
| 74   | 大進撃! ブラックエクスプレス軍団  | 荒木憲一          | 藤本ジ朗     | 藤本ジ朗   | 安藤義信          | 8月26日       |
| 75   | 少年と海                          | 白根秀樹          | 大関雅幸     | 大関雅幸   | 鈴木仁史          | 9月2日        |
| 76   | 快速仮面参上!                     | 白根秀樹          | 大関雅幸     | 大関雅幸   | 鈴木仁史          | 9月9日        |
| 77   | 激突! 兄弟ヒカリアン              | 舘正貴            | 上島光       | 石堂宏之   | 安藤義信          | 9月16日       |
| 78   | 復讐のスイッチバック              | 荒木憲一          | 山田浩之     | 山田浩之   | 山田浩之          | 9月23日       |
| 79   | 到着! スカイソード                | 白根秀樹          | 西村純二     | 楠根彰     | 小林勝利          | 9月30日       |
| 80   | 取り戻せ! ビッグワンダー          | 黒田洋介          | 大関雅幸     | 大関雅幸   | 谷口嘉浩          | 10月7日       |
| 81   | ふるさとからの訪問者              | 井上敏樹          | 箕輪悟       | 藤本ジ朗   | 箕輪悟            | 10月14日      |
| 82   | 全車出動! ヒカリアン              | 黒田洋介          | 越智一裕     | 越智一裕   | 越智一裕          | 10月21日      |
| 83   | 帰ってきたあいつ                  | 荒木憲一          | 山田浩之     | 山田浩之   | 山田浩之          | 10月28日      |
| 84   | 地底大騒動!                       | 舘正貴            | 大関雅幸     | 大関雅幸   | 安藤義信          | 11月4日       |
| 85   | 100番目のヒカリアン               | 荒木憲一          | 藤本ジ朗     | 藤本ジ朗   | 鈴木仁史          | 11月11日      |
| 86   | ヒカリアン故郷へ帰る              | 井上敏樹          | 広川和之     | 渡辺健一郎 | 小林勝利          | 11月18日      |
| 87   | ヒカリアン地球へ                  | 井上敏樹          | 広川和之     | 山田浩之   | 山田浩之          | 11月25日      |
| 88   | ジェットレール作戦                | 白根秀樹          | 森田浩光     | 森田浩光   | 本木久年          | 12月2日       |
| 89   | 雪だるまの反乱!                   | 荒木憲一          | 石堂宏之     | 石堂宏之   | 箕輪悟            | 12月9日       |
| 90   | 人工太陽発射!                     | 荒木憲一          | 上島光       | 広川和之   | 安藤義信          | 12月16日      |
| 91   | スタンプラリー                    | 黒田洋介          | 森田浩光     | 森田浩光   | 本木久年          | 12月23日      |
| 92   | 乗ったぞ! 夢への運転席            | 鈴木伊織          | 新田義方     | 新田義方   | 渡部明            | 12月30日      |
| 93   | 到着! フレッシュひたち            | 鈴木伊織          | 大関雅幸     | 大関雅幸   | 谷口嘉浩          | 1999年 1月6日 |
| 94   | 勝負! 鉄橋じゃんけん              | 鈴木伊織          | 新田義方     | 新田義方   | 宇都木勇          | 1月13日       |
| 95   | 急げ! ロマンスカー                | 鈴木伊織          | 飯島正勝     | 伊藤知子   | 桜井芳久          | 1月20日       |
| 96   | 危険! 踏み切り突破ダンプ          | 鈴木伊織          | 飯島正勝     | 渡辺健一郎 | 小林勝利          | 1月27日       |
| 97   | 現る! 幻の寝台特急                | 鈴木伊織          | 山田浩之     | 山田浩之   | 山田浩之          | 2月3日        |
| 98   | 超特急! スモークジョー            | 鈴木伊織          | 新田義方     | 新田義方   | 宇都木勇          | 2月10日       |
| 99   | 出動! 緊急車両の仲間              | 鈴木伊織          | 藤本ジ朗     | 藤本ジ朗   | 箕輪悟            | 2月17日       |
| 100  | 危機一髪! 300系のぞみ号           | 鈴木伊織          | 毛利和昭     | 新田義方   | 宇都木勇          | 2月24日       |
| 101  | 取り戻せ! 小さなヒロイン          | 鈴木伊織          | 飯島正勝     | 飯島正勝   | 山田浩之          | 3月3日        |
| 102  | 地球侵略暗黒大作戦                | 鈴木伊織          | 毛利和昭     | 新田義方   | 桜井芳久          | 3月10日       |
| 103  | 最後の戦い                        | 鈴木伊織          | 小華和ためお | 早川啓二   | 本木久年          | 3月17日       |
| 104  | そしてテツユキ                    | 鈴木伊織          | 新田義方     | 新田義方   | 宇都木勇          | 3月24日       |
| 105  | おかえり                          | 白根秀樹          | 新田義方     | 新田義方   | 箕輪悟            | 3月31日       |
| 106  | チェンジが出来ない!?              | 白根秀樹          | 横田和善     | 新田義方   | 山田浩之          | 4月7日        |
| 107  | 誕生! テツユキ隊員                | 白根秀樹          | 小村敏明     | 雄谷将仁   | 丸英男            | 4月14日       |
| 108  | 強いぞ! つばさ!!                  | 舘正貴            | 矢吹勉       | 雄谷将仁   | 丸英男            | 4月21日       |
| 109  | 力持ち! マックス&E4               | 佐藤勝一          | 横田和善     | 佐々木皓一 | 山崎隆生          | 4月28日       |
| 110  | ぼくも戦いたい                    | 白根秀樹          | 新田義方     | 新田義方   | 志村隆行          | 5月5日        |
| 111  | 狙われたドクター                  | 白根秀樹          | 冨永恒雄     | 山口頼房   | 竹内昭            | 5月12日       |
| 112  | ロマンスカーでロマンチック!       | 佐藤勝一          | 冨永恒雄     | 山口頼房   | 花輪弘昌          | 5月19日       |
| 113  | 正義の使者ポリスウィン            | 舘正貴            | 新田義方     | 新田義方   | 箕輪悟            | 5月26日       |
| 114  | はじめてのおつかい                | 白根秀樹          | 新田義方     | 新田義方   | 渡部明            | 6月2日        |
| 115  | がんばって、スター21              | 佐藤勝一          | 小村敏明     | 雄谷将仁   | 丸英男            | 6月9日        |
| 116  | 俺の名はスナイパーソニック        | 舘正貴            | 矢吹勉       | 雄谷将仁   | 丸英男            | 6月16日       |
| 117  | パワーアップの秘密                | 白根秀樹          | 吉川浩司     | 吉川浩司   | 山崎隆生          | 6月23日       |
| 118  | ウィンダッシュは大人気            | 白根秀樹          | 吉川浩司     | 吉川浩司   | 工藤柾輝          | 6月30日       |
| 119  | その名はセブン                    | 白根秀樹          | 矢吹勉       | 御厨恭輔   | 柳瀬雄之          | 7月7日        |
| 120  | すてきな夏休み                    | 佐藤勝一          | 小村敏明     | 御厨恭輔   | 柳瀬雄之          | 7月14日       |
| 121  | しまなみ珍道中                    | 舘正貴            | 新田義方     | 新田義方   | 渡部明            | 7月21日       |
| 122  | 謎の球体X!                        | 白根秀樹          | 小村敏明     | 新田義方   | 志村隆行          | 7月28日       |
| 123  | 嵐の東海道                        | 舘正貴            | 新田義方     | 新田義方   | 箕輪悟            | 8月4日        |
| 124  | ひたち7兄弟あらわる?              | 白根秀樹          | 吉川浩司     | 吉川浩司   | 工藤征輝          | 8月11日       |
| 125  | ブラッチャーの長い一日            | 佐藤勝一          | 吉川浩司     | 吉川浩司   | 山崎隆生          | 8月18日       |
| 126  | シルバーエクスプレスの挑戦        | 白根秀樹          | 小村敏明     | 御厨恭輔   | 柳瀬雄之          | 8月25日       |
| 127  | ウエスト、ほんとの力              | 白根秀樹          | 小村敏明     | 御厨恭輔   | 柳瀬雄之          | 9月1日        |
| 128  | のりもの王国ブラッチャーカンカン? | 佐藤勝一          | 小村敏明     | 新田義方   | 渡部明            | 9月8日        |
| 129  | ケーくんとかくれんぼ              | 佐藤勝一          | 新田義方     | 新田義方   | 志村隆行          | 9月15日       |
| 130  | ヘンだぞ? なぞのおみやげ屋さん    | 岡本和久          | 矢吹勉       | 新田義方   | 渡部明            | 9月22日       |
| 131  | 登れ・眠るな・ポリスウィン        | 白根秀樹          | 小村敏明     | 新田義方   | 箕輪悟            | 9月29日       |
| 132  | あめ玉どっちだ?                   | 佐藤勝一          | 小村敏明     | 新田義方   | 志村隆行          | 10月6日       |
| 133  | 暴走超特急ビッグワンダー          | 白根秀樹          | 吉川浩司     | 吉川浩司   | 山崎隆生          | 10月13日      |
| 134  | いっしょに空へ…                   | 佐藤勝一          | 吉川浩司     | 吉川浩司   | 工藤柾輝          | 10月20日      |
| 135  | 紙芝居マスター登場!               | 岡本和久          | 新田義方     | 御厨恭輔   | 柳瀬雄之          | 10月27日      |
| 136  | ミナヨアン                        | 白根秀樹          | 御厨恭輔     | 御厨恭輔   | 柳瀬雄之          | 11月3日       |
| 137  | シルバー大要塞の罠!               | 白根秀樹          | 矢吹勉       | 新田義方   | 志村隆行          | 11月10日      |
| 138  | 頑張れ、負けるなヒカリアン        | 白根秀樹          | 矢吹勉       | 藤本ジ朗   | 渡部明            | 11月17日      |
| 139  | 北海道へ緊急発進!                 | 佐藤勝一          | 小村敏明     | 吉川浩司   | 山崎隆生          | 11月24日      |
| 140  | 北海道を観光しよう!               | 佐藤勝一          | 小村敏明     | 新田義方   | 箕輪悟            | 12月1日       |
| 141  | サンタクロースがやってきた        | 岡本和久          | 新田義方     | 新田義方   | 志村隆行          | 12月8日       |
| 142  | ヒカリアンステーションにようこそ! | 白根秀樹          | 吉川浩司     | 吉川浩司   | 山崎隆生          | 12月15日      |
| 143  | アジトがほしい!                   | 白根秀樹          | 小村敏明     | 新田義方   | 桜井芳久 宇都木勇 | 12月22日      |
| 144  | 占い師だよミナヨちゃん            | 佐藤勝一          | 御厨恭輔     | 御厨恭輔   | 柳瀬雄之          | 12月29日      |
| 145  | スカイシャーダン登場!             | 白根秀樹          | 藤本ジ朗     | 藤本ジ朗   | 渡部明            | 2000年 1月5日 |
| 146  | 激突・ヒカリアン大競争!           | 岡本和久 佐藤勝一 | 新田義方     | 新田義方   | 竹渕正美          | 1月12日       |
| 147  | 大ピンチ! ビッグワンダー          | 白根秀樹          | 小村敏明     | 吉川浩司   | 工藤柾輝          | 1月19日       |
| 148  | もう一人のブラッチャー            | 佐藤勝一          | 吉川浩司     | 吉川浩司   | 山崎隆生          | 1月26日       |
| 149  | ずっと、ともだち…                 | 佐藤勝一          | 吉川浩司     | 吉川浩司   | 工藤柾輝          | 2月2日        |
| 150  | マスターって、だれだ!?            | 岡本和久 白根秀樹 | 新田義方     | 新田義方   | 桜井芳久 宇都木勇 | 2月9日        |
| 151  | スカイシャーダン最後の戦い!?      | 白根秀樹          | 飯島正勝     | 飯島正勝   | 箕輪悟            | 2月16日       |
| 152  | 小さな駅の思い出                  | 岡本和久          | 新田義方     | 新田義方   | 竹渕正美          | 2月23日       |
| 153  | テツユキとのぞみ                  | 佐藤勝一          | 飯島正勝     | 飯島正勝   | 渡部明            | 3月1日        |
| 154  | さよならブラッチャー              | 白根秀樹          | 新田義方     | 新田義方   | 山崎隆生          | 3月8日        |
| 155  | そしてテツユキは言った            | 白根秀樹          | 新田義方     | 新田義方   | 宇都木勇          | 3月15日       |
| 156  | ぼくらのヒカリアン                | 白根秀樹          | 新田義方     | 新田義方   | 宇都木勇          | 3月22日       |

### 放送局

#### 同時ネット局
- テレビ東京

#### 遅れネット局
- テレビ大阪
- テレビ愛知
- テレビせとうち
- TXN九州
- テレビ北海道

#### 映像ソフト
1998年から2000年9月にかけて、テレビシリーズ全話収録のVHSソフトが日本コロムビアより順次発売され、レンタルビデオとしても流通した。いずれもエンディングが追加されており、各巻とも収録話毎の詳細なスタッフロールが流れる。2024年現在、テレビシリーズ全話の映像ソフト化はこれらVHSソフトのみとなっている。
JHRシリーズ（全14巻）
第1 - 104話、収録話数と価格は巻によって異なり、第1・2巻は各巻10話収録で7,800円、第3 - 13巻は各巻7話収録で各3,800円、14巻のみ6話+おまけ（映像特典）収録で3,800円とされている。
オープニングは最初の1話目のみ入っている。収録順序は総集編を除き話数順で、上記各話リストにある18話は12巻に収録、8話は未収録。14巻の映像特典は、40話でヒカリアンたちが歌っていた挿入歌の元歌である「日本一周ヒカリアンツアー」（唄:樫原伸彦）と、てれびくん企画の「ぬりえコンテスト優秀賞発表」である。
EDは「JHR出撃マーチ」（唄:高山成孝「トラベルDJショー」および「ダッシュ!ヒカリアン」に収録）
NEWシリーズ（全10巻）
第105 - 156話、各巻5話（第7・10巻のみ6話）収録。定価2,800円。
オープニングは各話の前に毎回入る形になった。収録順序は話数順。
EDは「ぼくらのヒカリアン」（唄:森の木児童合唱団のコーラスのみ 未CD化）
ヒカリアンビデオパック
JHR1・2巻の内容を5話ずつ選り抜き収録し、メタルカラーのヒカリアン（トイ仕様）を同梱した商品。日本コロムビアから3巻発売。
ビデオヒカリアン
1998年にトミーから玩具として3種類発売。新たに制作した約10分のテレビシリーズの総集編を収録したVHSテープと、ミニサイズでマスコット状の「マスコットヒカリアン」がセットになっている。ビデオではのぞみ・テツユキ・ミナヨの掛け合いで登場キャラクターやシーンの解説を行い、最後に成田剣のナレーションで「駅で走ったりしないように、約束だぞ。」という小児に向けて交通道徳を促す内容を伝えている。EDは高山成孝の「ぼくらのヒカリアン」をフルコーラス使用。当時放映されたテレビCMも収録されている。Vol.1とVol.2はテレビシリーズにも登場しており、第27話と第43話でブラッチャー達がヒカリアンの弱点を探る為に視聴するシーンがある。
- Vol.1 出発進行ヒカリアン（のぞみ）
- Vol.2 続々登場ヒカリアン（ブラックエクスプレス）
- Vol.3 巨大作戦ヒカリアン（ウエスト）

## オリジナル絵本
テレビシリーズを基にしたオリジナルストーリーで、1996年から1997年にかけて出版された。ポプラ社刊で全8巻。
- 作者：すずきいおり
- 絵：宮尾岳

## 雑誌連載
1995年8月号から2001年3月号まで、幼児雑誌てれびくんで見開き2ページ程度、玩具のジオラマ写真にオリジナルのショートストーリーを加えたものが連載され、これを基にした小学館テレビ絵本シリーズも5冊出版された。テレビアニメ・番組（ブーブーカンカン）とのタイアップは幼児向け雑誌ということもあり、あまり活発ではなかったが、「ブラックエクスプレスぬりえコンテスト」などが実施され、JHRビデオ14巻で結果発表されている。
幼稚園での掲載は、どんなに遅くとも1996年中には始まり、1997年5月に(OVAの画像を用いて)テレビアニメ化を告知。8月までの掲載が確認されている。また1998年度は1月に「超デラックスのぞみ号」の広告が掲載された。
後に『電光超特急ヒカリアン』の放送開始に伴い、てれびくんにおいては2002年4月号から連載が復活。同番組放送終了後の2003年5月号から10月号までは『ヒカリアン NEXT GENERATION』として、誌面上の新キャラクター(みさえちゃん)を加えて連載され、玩具としてもレスキュー工作車と高速パトカーの2種が発売された。